# Isola di Ortigia
Ortigia è il toponimo dell'isola che costituisce la parte più antica della città di Siracusa.
La sua estensione è di circa 1 km² e la sua popolazione ammonta a 3889 abitanti (2020). È affiancata a est da alcuni scogli, tra cui uno più largo ma quasi interamente sommerso storicamente conosciuto come l'isola dei cani.

## Geografia fisica
L'isola di Ortigia è geologicamente parte dei monti Iblei.
Sotto la sua roccia calcarea scorre l'acqua dolce, alimentata da una profonda falda freatica iblea. La costa ortigiana di ponente forma l'entrata naturale di un grande golfo o baia, che costituisce il porto Grande di Siracusa, la cui altra estremità è data dalla costa della penisola della Maddalena.
Ortigia, in tempi antichi, doveva avere una costa più prolungata, infatti dai vari studi archeologici effettuati presso il Lakkios (detto anche porto Piccolo di Siracusa), risulta visibile sott'acqua parte della banchina marmorea che contraddistingueva l'approdo siracusano.

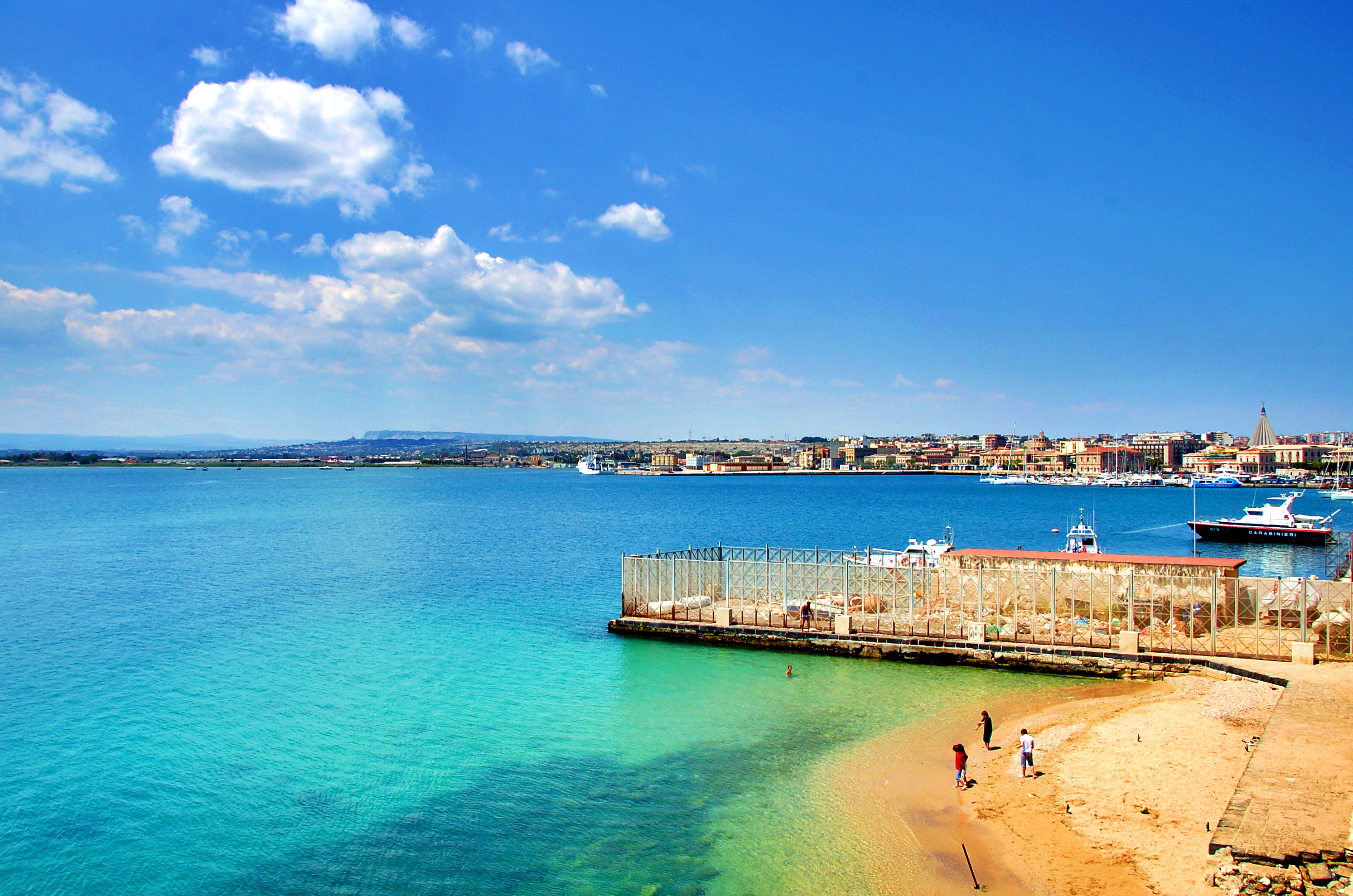
Sabbia nei pressi della fonte Aretusa

La tipologia di costa è rocciosa e frastagliata, nella sua maggior parte, eccetto qualche golfetto di sabbia.
La sua vegetazione non è estesa, poiché l'isola nel corso dei millenni è stata densamente popolata ed edificata. La flora ortigiana è composta dalle piante tipiche del clima mediterraneo, quindi soprattutto palme e ficus. Inoltre attira curiosità la presenza della pianta del Cyperus papyrus (la medesima pianta dalla quale è possibile ricavare i fogli di papiro), che cresce all'interno della fonte Aretusa.
La sua fauna, composta essenzialmente da numerose specie marine, annovera anche delle anatre e dei pesci d'acqua dolce, entrambi abitanti esclusivi della fonte Aretusa e per questo parte della cultura paesaggistica.

## Etimologia
Il toponimo Ortigia trae origine dalla lingua greca antica, Ὀρτυγία, e significa quaglia (ὄρτυξ, ortyx). Nell'antichità vi erano diverse località del bacino del Mediterraneo che si chiamavano Ortigia. 
Dato all'isola di Siracusa dai primi coloni greci, questo termine recava con sé un significato religioso: esso appare difatti legato alla divinità olimpica Artemide (corrispondente alla dea romana Diana), dea della Luna e gemella del dio del Sole Apollo, poiché, secondo l'Inno ad Apollo (14-16), in Ortigia la titanide Leto partorì la dea. Ortigia divenne allora il suo luogo sacro. 
Omero, che rappresenta la più antica fonte che parla del legame tra Ortigia e Artemide, nel poema epico l'Odissea, colloca in un'imprecisata Ortigia l'aureo trono della dea della Luna.

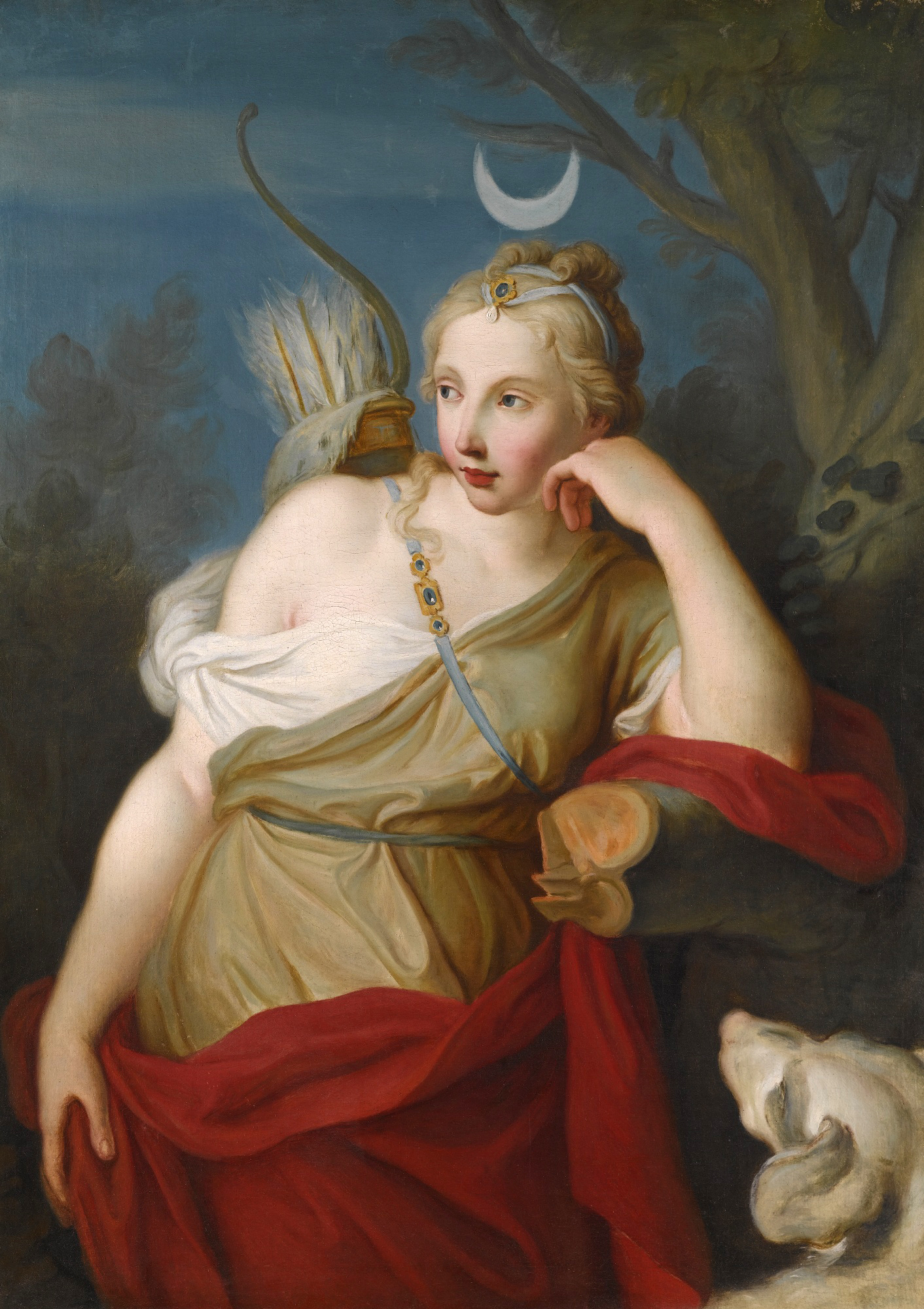
Diana (Artemide), dea della Luna; da lei l'isola di Ortigia ha tratto il proprio nome

Alcuni autori classici specificano che l'isola siracusana fu così chiamata proprio in onore di Artemide: Diodoro Siculo afferma che furono gli uomini e gli oracoli a darle il nome di Ortigia dopo che seppero della sua consacrazione alla divinità lunare; mentre Ovidio, nel trattare il mito di Alfeo e Aretusa, fa dire alla ninfa nereide che l'isola di Siracusa si era chiamata Ortigia per via della sua dea, Artemide.
Pindaro definisce l'Ortigia siciliana «culla di Artemide» e sede dell'Alfeioa o Alpheiaia, ovvero l'Artemide Potamia, fluviale, connessa al fiume Alfeo: il poeta tebano si sofferma sulla relazione che correva tra l'Alfeo e l'Ortigia siciliana; egli nella Nemea I chiama l'isola «sacro respiro di Alfeo» (Ἄμπνευμα σεμνὸν Ἀλφεοῦ), che secondo l'antico mito giungeva in maniera carsica dal Peloponneso all'isola di Ortigia.
Per Pindaro, inoltre, Ortigia è sorella di Delo (Nemea I), l'isola sacra delle Cicladi, dove la tradizione greca finì per collocare sia la nascita di Apollo che quella di Artemide: in origine, narra il mito, anche Delo si chiamava Ortigia.

## Storia

### Epoca antica

#### L'epoca greca
La colonizzazione greca di Siracusa, avvenuta nell'VIII secolo a.C., è partita da Ortigia: è Tucidide che informa come l'isola fosse a quel tempo già abitata dal popolo dei Siculi e che questi infine dovettero cederne il controllo alla spedizione corinzia comandata dall'eraclide e bacchiade Archia.
Il mito fondativo, reso noto da Pausania, parla di un responso di Apollo, il quale rivelò all'ecista Archia, recatosi presso l'oracolo di Delfi, l'esatto luogo dove doveva avvenire la sua ktisis, ovvero la fondazione di una polis:
(Pausania, Periegesi della Grecia, V, 7.)

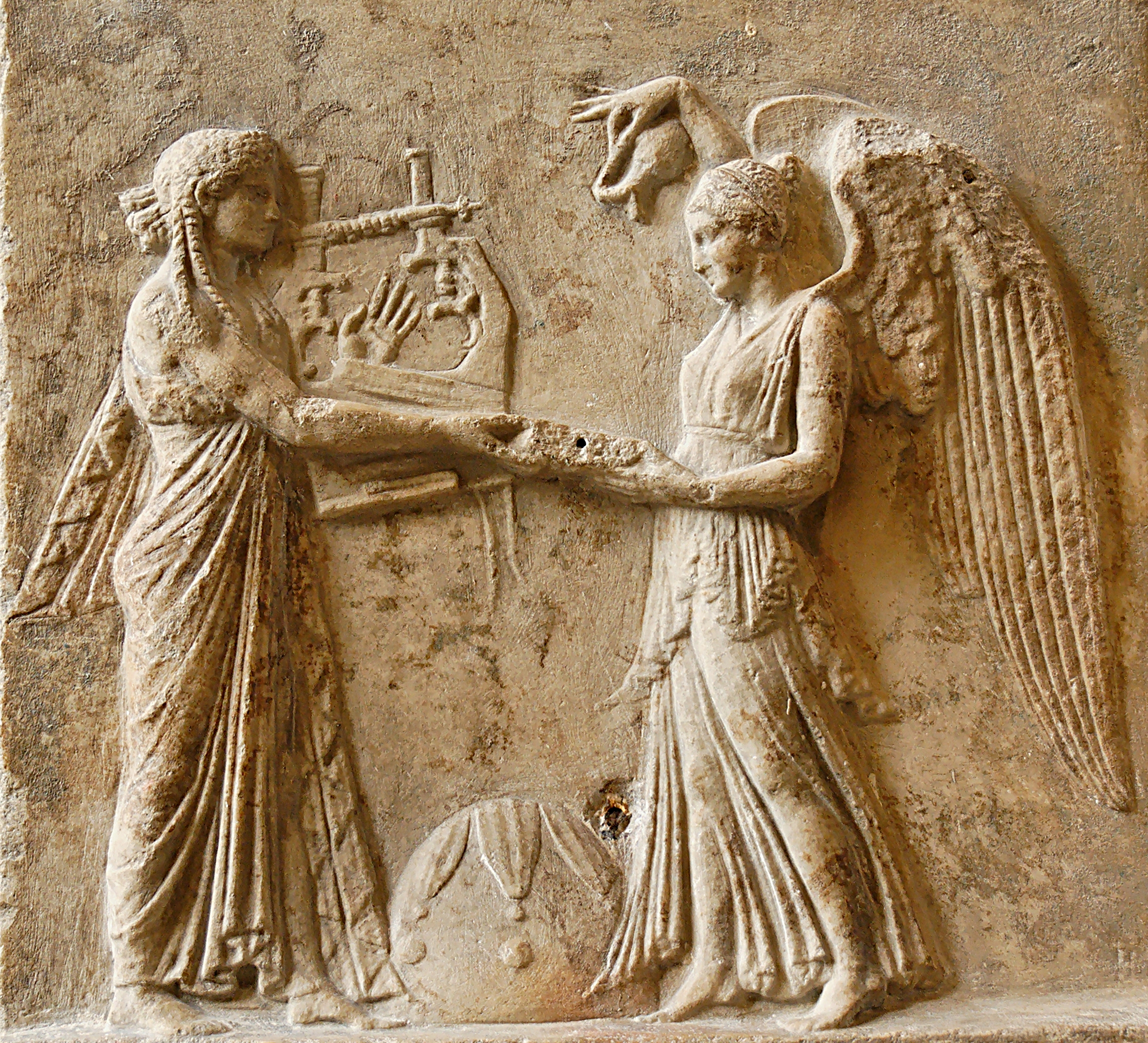
Apollo con la Nike sovrastano l'onfalo, la pietra oracolare di Delfi (museo del Louvre)

Con l'arrivo dei Dori Ortigia viene unita tramite un terrapieno litico all'Acradina, sorta all'interno dell'antico insediamento siculo di Syraka (secondo lo scolio a Callimaco: Συρακώ e Συρακούς). 
Del terrapieno litico, divenuto in seguito un vero e proprio ponte, ne danno notizia uno scoliasta di Pindaro sulla prima Nemea e un canto - del quale parla anche Strabone - del poeta lirico di VI secolo a.C. Ibico di Reggio.
L'isola diviene presto il centro religioso e politico dei nuovi coloni: nella sesta Olimpica Pindaro narra che alla fondazione della polis avevano partecipato anche dei sacerdoti giunti da Olimpia; stirpe di indovini che si diceva discendente di Iamo (il figlio di Apollo nato sulle sponde dell'Alfeo o sul monte Cillene, culla del dio Hermes); alcuni autori odierni sostengono che furono gli Iamidi di Olimpia, che presero dimora in Ortigia, a introdurvi il culto di Alfeo e Aretusa. Secondo il filologo classico Luigi Lehnus, invece, Pindaro avrebbe potuto voler fare riferimento a una collaborazione tra gli Iamidi e Gelone, nel momento in cui la casata rodio-cretese dei Dinomenidi, giunta da Gela, instaura a Siracusa il suo duraturo governo.

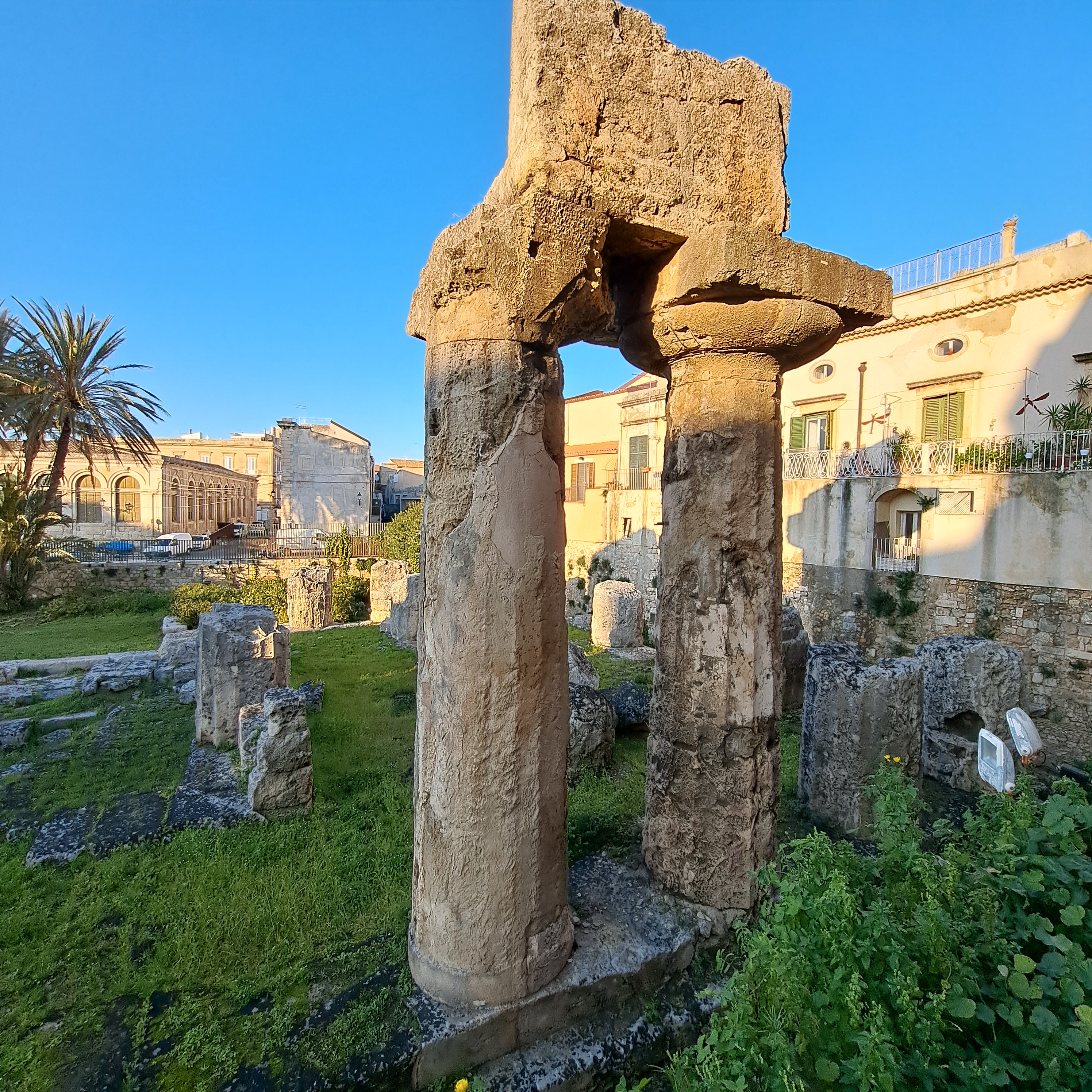
Ortigia, colonne superstiti del tempio di Apollo (VI secolo a.C.)

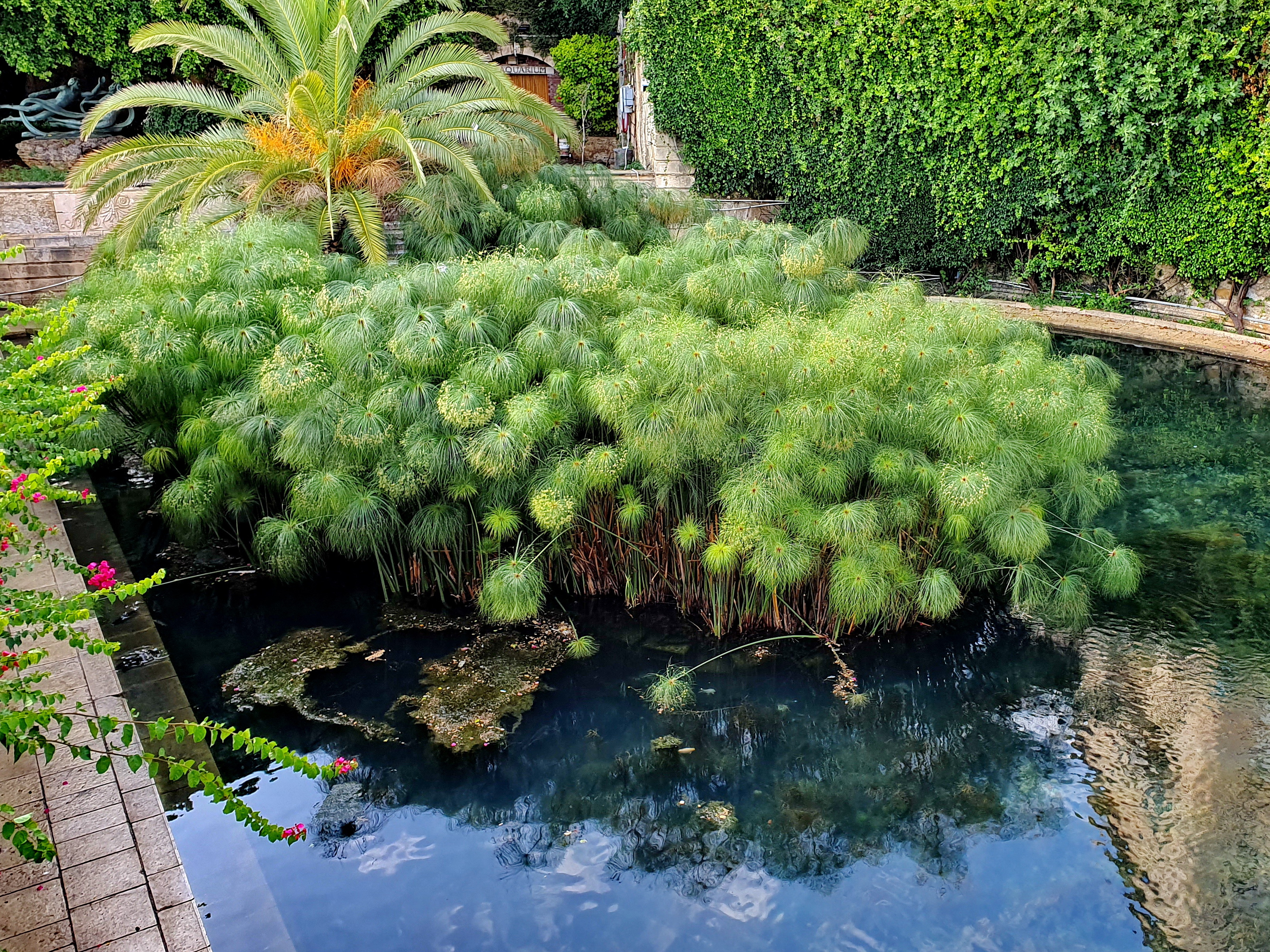
La fonte Aretusa, che sgorga nell'isola di Ortigia

I coloni greci edificano in Ortigia alcuni dei loro templi più importanti, ma l'identificazione della divinità alla quale essi scelgono di consacrarli è rimasta per gli studiosi per diverso tempo incerta. Il tempio greco più arcaico sorge sulla parte più alta dell'isola, nell'attuale piazza del Duomo, individuato all'inizio del XX secolo dall'archeologo Paolo Orsi; costui, sceso nelle fondamenta del palazzo del Vermexio, osservando i resti del tempio che vi trovò, lo definì come «decorato secondo il gusto ionico».
La presenza di un tempio ionico (uno dei rari esempi nell'Occidente greco) in una colonia di Dori ha destato curiosità, ponendo diversi interrogativi (si è supposto l'arrivo di maestranze dall'Asia Minore). Odiernamente lo si considera un Artemísion e lo si data al VI secolo a.C. In passato anche il tempio sorto nei pressi dell'entrata di terra dell'isola, stavolta eretto in stile dorico, è stato attribuito alla dea della Luna, ma il ritrovamento successivo di un'epigrafe arcaica, scolpita nei suoi gradini, ha fatto propendere per un'attribuzione al suo gemello, il dio Apollo (la parte leggibile della scritta parla di Kleomenes, che ha lavorato per Apollo). L'Apollonion è datato anch'esso al VI secolo a.C. ed è il più antico tempio periptero innalzato dai Dori in Sicilia: una particolarità che ne denota l'arcaicità sono le sue colonne monolitiche.
Infine si sa molto poco dell'altro tempio arcaico dorico, che sorgeva di fianco a quello ionico e che nel V secolo a.C. è stato sostituito dal tempio di Atena: Gelone avrebbe fatto erigere quest'ultimo tempio nel 480 a.C. per celebrare la vittoria della battaglia di Himera: ciò segna anche il principio del plurisecolare conflitto - guerre greco-puniche - tra Cartagine (capitale fenicia che da tempo controllava la parte occidentale della Sicilia) e Syrakousai (la cui egemonia cominciava a crescere nella parte orientale dell'isola). 
I due approdi danno a Ortigia un ruolo molto importante nella difesa della polis, difatti è nei pressi del suo porto Grande che nel 413 a.C., durante la spedizione ateniese in Sicilia (nel contesto della guerra del Peloponneso), avviene la battaglia navale tra i soldati di Atene e quelli di Siracusa: una prima battaglia vinta dagli Ateniesi e una seconda battaglia, decisiva, vinta dai Siracusani. 
Ed è sempre dal porto Grande di Ortigia che il 15 agosto del 310 a.C. (la data esatta la si apprende da un'eclissi solare descritta dalle cronache) Agatocle, futuro basileus  di Sicilia, forza il blocco imposto dalle navi di Cartagine - la quale assedia Siracusa dal 311 a.C. al 309 a.C. - e come diversivo strategico conduce una spedizione siracusana in Africa, che diventa la prima ad aver attaccato sul suolo natio i domini cartaginesi, facendo vacillare la potenza imperiale della capitale fenicia.

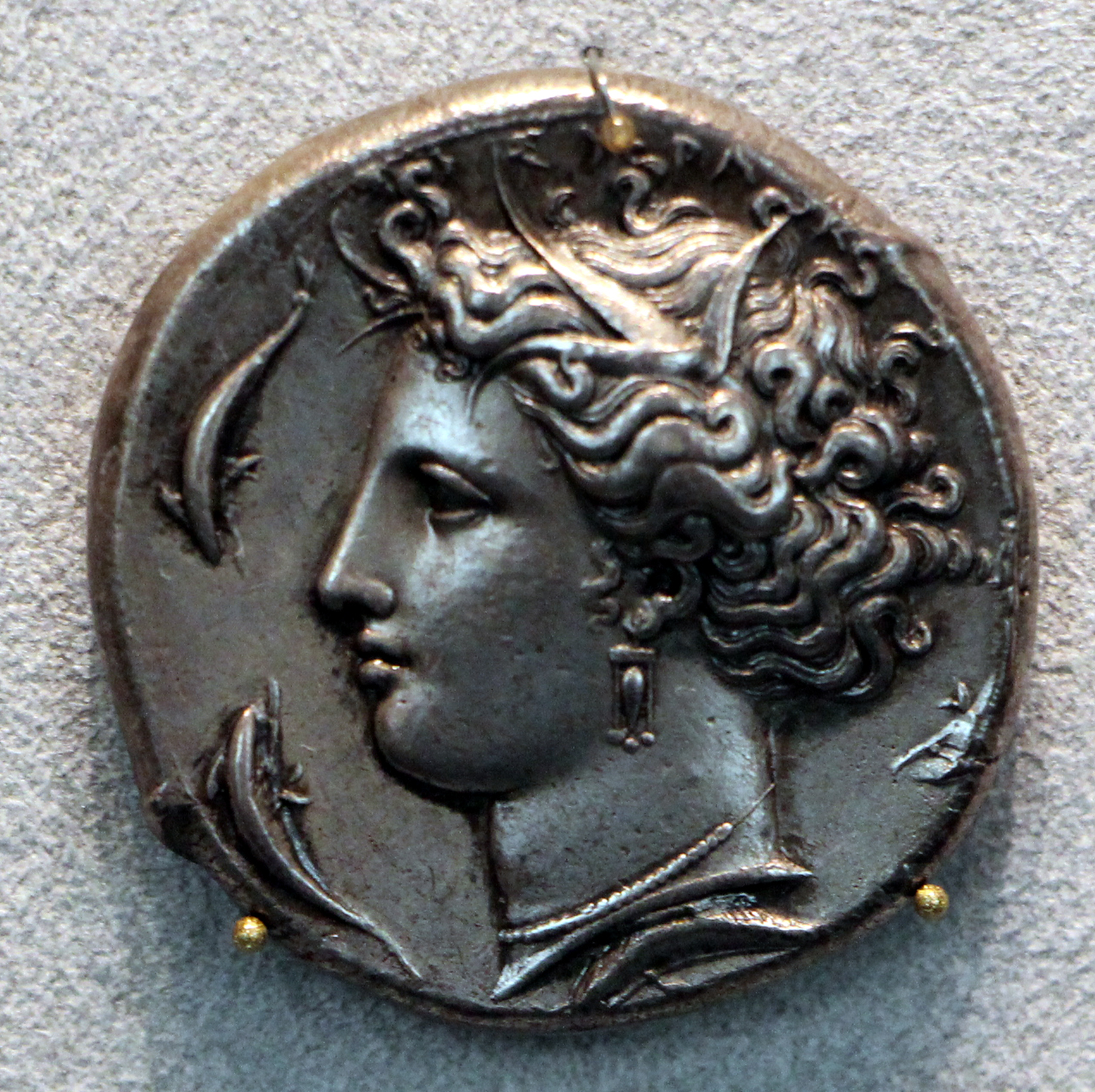
Aretusa, simbolo di Ortigia, su una moneta siracusana coniata da Dionisio I: egli fece spostare la zecca della polis nella rocca ortigiana (Euainetos, IV secolo a.C.)

Ortigia diventa la dimora dei tiranni di Siracusa, incominciando da Dionisio I, che ne fa evacuare la popolazione, permettendo di dimorarvi solo alla sua corte e alla sua guardia del corpo, composta da numerosi mercenari dell'esercito siracusano. Particolarmente imponente doveva essere la rocca dello stratēgos autokratōr che diede l'avvio all'età dionigiana. La costruzione (chiamata in diversi modi: Diodoro e Plutarco la definiscono tyranneia di Ortigia, ma è nota anche come cittadella e acropoli) sorgeva su di un luogo alto e ben protetto da mura e da torri, piena di giardini; in una di queste aree verdi, nel 361 a.C. vi era l'abitazione del filosofo ateniese Platone, il quale, nei suoi viaggi in Sicilia, frequentava assiduamente la corte dionisiana, avendo per discepolo il regnante Dionisio II.
Nella rocca, al cui interno era stata trasferita anche la zecca di Siracusa, c'era un portico adorno di statue; tra queste - in tal caso a narrare è Diogene Laerzio, che riporta un frammento di Timeo di Tauromenio - si trovava quella di Hermes (Mercurio per i Romani): sul capo che rappresentava il dio del logos, il discepolo di Platone Senocrate (futuro scolarca dell'Accademia di Atene), pose una corona d'oro che gli era stata donata da Dionisio II, avendola vinta in un gioco di corte.
L'intera rocca, assaltata da Dione - zio di Dionisio II e anch'egli discepolo di Platone - nel corso della guerra civile di Siracusa del 357 a.C., viene infine rasa al suolo durante il governo del corinzio Timoleonte. Sulle ceneri della reggia dionisiana, il dinomenide Gerone II costruisce il suo palazzo.

#### L'epoca romana
Nel 215 a.C., nel corso delle guerre puniche, Siracusa si allea con Cartagine per cercare di contrastare la potenza della Roma repubblicana, che con i suoi eserciti era ormai giunta a controllare buona parte della Sicilia. 
La mossa degli ultimi discendenti dei Dinomenidi rompe la pluridecennale pace che era stata mantenuta tra Siracusa e Roma per volere del basileus Gerone II (dopo che questi aveva avuto un iniziale scontro con i Romani, poi fatto cessare quando la polis si era vista assediata anche dalle città sicule, divenute alleate dell'urbe). 

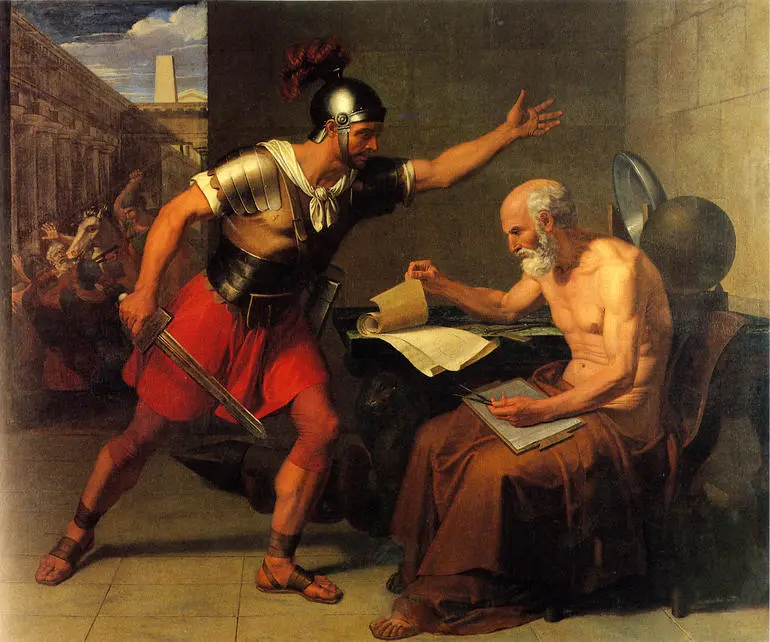
Archimede concentrato sui suoi studi, mentre il soldato romano gli impone di seguirlo (dipinto di Domenico Udine Nani, tratto dalla nota leggenda sulla morte di Archimede di Siracusa)

Roma, che dapprima rispetta i confini di quello che era stato il Regno di Gerone II, quando sa di questa alleanza manda il console Marco Claudio Marcello a conquistare la pentapoli. L'assedio per i Romani si rivela molto complesso, per via dell'operato di Archimede: lo scienziato siracusano - che in tempo di pace aveva vissuto alla corte di Gerone II, mettendo al servizio di costui la propria genialità - decide in tempo di guerra di condurre la difesa aretusea, dirigendo dalle mura di Ortigia incredibili macchine: tra tutte si ricordano specialmente gli specchi ustori, con i quali fa bruciare le navi romane che assediano il porto.
Rifornita di cibo dalla flotta di Cartagine e con le macchine di Archimede che non permettono ai Romani di avvicinarsi alle mura, Ortigia resiste a oltranza. Tuttavia, un comandante iberico di nome Merico, custode della porta della fonte Aretusa, alleatosi segretamente con il console Marcello, spalanca quell'ingresso alle legioni romane. È l'effetto sorpresa a determinare la caduta dell'isola nel 212 a.C.
Terminata la conquista (l'ultima parte della pentapoli ad arrendersi è l'Acradina, che si consegna a Marcello dopo aver saputo della caduta di Ortigia), il console porta le ricchezze di Siracusa a Roma (Tito Livio dirà che queste erano così tante che avrebbero trovato eguali solo se si fosse conquistata all'epoca Cartagine). 
Con i Romani l'isola viene nuovamente evacuata: solo il pretore romano può risiedervi.

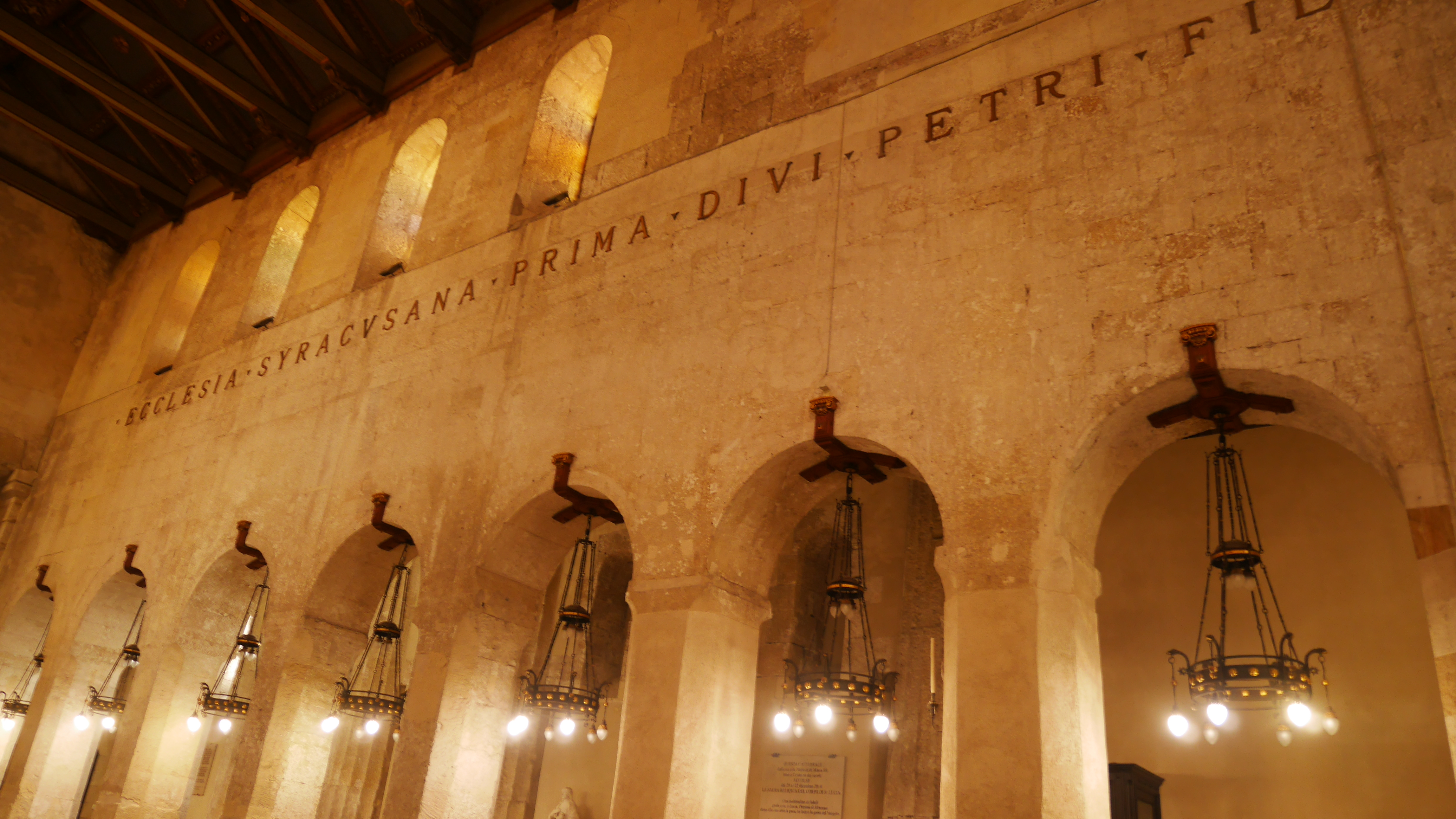
Ortigia: sui muri dell'antica cella del tempio di Atena, divenuto cattedrale cristiana, viene incisa la scritta che attesta le origini petrine della chiesa siracusana

L'Ortigia al tempo dell'Impero romano viene descritta da fonti tardive (risalenti all'epoca successiva alla caduta dell'Impero). Sull'isola si insedia una comunità ebraica: secondo l'agiografia di Marciano di Siracusa, essa è già presente nel I secolo, quando giunge il protovescovo da Antiochia di Siria, mandato dall'apostolo Pietro. Ciononostante, la collocazione di Marciano (o Marziano) in tempi apostolici è di per sé argomento dibattuto (sulla presenza apostolica a Siracusa parla un passo della Bibbia, Nuovo Testamento, dove si afferma che nell'anno 61 l'apostolo Paolo si ferma per tre giorni in città).
La comunità giudaica di Ortigia, probabilmente, si sviluppa dopo il III-IV secolo, poiché fino ad allora essa è archeologicamente attestata all'Acradina (quartiere che in quel periodo vede inoltre il martirio di Lucia da Siracusa, nel contesto delle persecuzioni dei cristiani nell'Impero romano).

#### L'epoca bizantina e araba
In epoca bizantina Ortigia diventa la sede della chiesa siracusana: artefice del mutamento ecclesiastico è il vescovo Zosimo (che fu custode della tomba di santa Lucia), il quale, nel VII secolo, ne fa spostare la cattedrale dall'Acradina, sita nella chiesa di San Giovanni alle catacombe (dove la tradizione cristiana aretusea pone il martirio e la tomba del protovescovo Marciano), all'isola di Ortigia, nel tempio pagano dell'Athenaion, che con l'affermarsi della nuova fede i bizantini di Siracusa trasformano in basilica paleocristiana. Zosimo dedica la nuova cattedrale alla Madre di Dio.

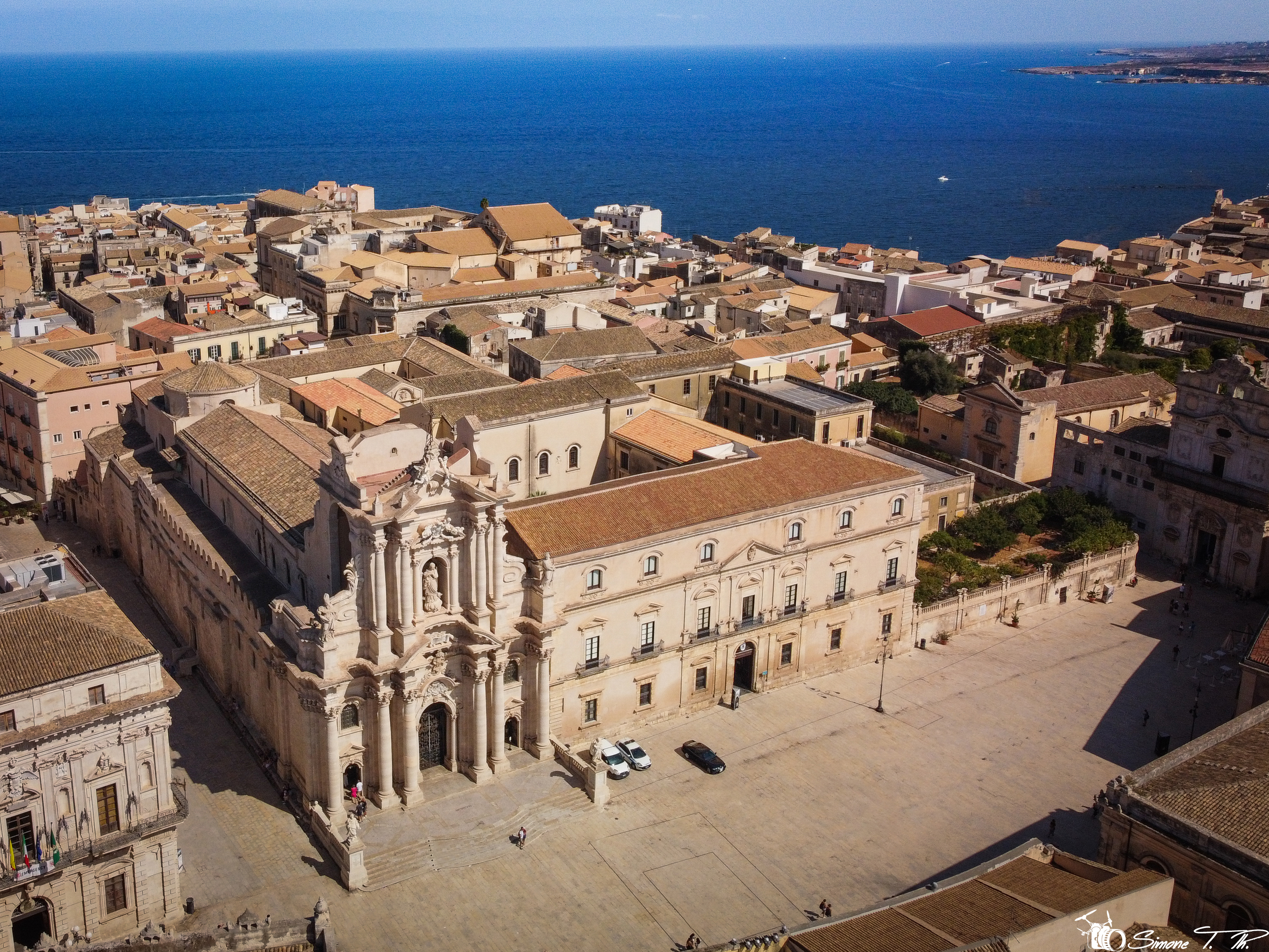
La parte orientale di piazza del Duomo di Ortigia vista dall'alto

Durante le guerre arabo-bizantine l'imperatore Costante II sposta la capitale dell'Impero romano d'Oriente da Costantinopoli a Siracusa, e sebbene sia lecito supporre che la ex-pentapoli attirasse le mire imperialistiche dei Greci del Bosforo, il reale motivo di questo cambio di potere rimane incompreso e dura poco (dal 663 al 668), difatti, una congiura elimina Costante II, mentre il figlio di costui, Costantino IV, nel 669 irrompe a Siracusa con le truppe imperiali e ristabilisce la capitale nella futura Istanbul.
Sempre nel 669 Siracusa subisce una prima occupazione araba; giunge da Alessandria d'Egitto, ma è comandata dal siriaco califfato omayyade (i primi prigionieri siciliani sono condotti a Damasco già nel 665). Seguono altre incursioni, fino ad arrivare al decisivo assedio dell'878, stavolta condotto dall'emirato degli Aghlabidi, insediatosi in Tunisia (dove un tempo sorgeva l'impero di Cartagine). È il governatore della Palermo islamica, Giafar ibn Muhammad, a espugnare Siracusa, il mercoledì 21 maggio, dopo 9 mesi di duro assedio, durante i quali il porto di Ortigia rimane bloccato, di conseguenza la popolazione patisce la fame, impossibilitata a procurarsi il cibo sia per terra che per mare (gli assedianti, dice l'arabista Michele Amari, erano stanchi d'essere trattenuti da una legione di spettri). Infine una breccia nelle mura si rivela fatale (nessun aiuto giunse da Costantinopoli). 
In maniera analoga a quanto accaduto con l'espugnazione romana di Siracusa, anche le cronache arabe si meravigliano per le ricchezze trovate all'interno della città; il cronista mesopotamico Ali Ibn al-Athir afferma: «non essersi mai fatta sì ricca preda in altra metropoli di Cristianità».

### Epoca medievale

#### Dall'epoca normanna all'epoca aragonese
La presa araba, a differenza di quella romana, ha come conseguenze l'eccidio della popolazione, la deportazione in schiavitù dei superstiti e l'incendio dato a quella che fino all'878 era stata la capitale della Sicilia. Questo è l'evento che per Ortigia segna una svolta epocale: il nucleo abitativo di Siracusa si concentra adesso solo sull'isola.
Nel 1040 approda il generale bizantino Giorgio Maniace, accompagnato da soldati Vichinghi, la cui fazione normanna finisce con il prendere il sopravvento sui Bizantini e sfida in solitaria gli Arabi di Sicilia: è nel porto Grande ortigiano che nel maggio del 1086 avviene lo scontro navale notturno tra l'ultimo emiro siciliano, Benavert, e il normanno Ruggero I di Sicilia. La vittoria normanna segna anche per Siracusa la fine della dominazione islamica, della quale Ortigia non conserva le vestigia. Le moschee vengono riconvertite in chiese cristiane: l'ultima moschea a essere abolita è l'Apollonion (così come la cattedrale, anche l'antico tempio di Apollo era divenuto sede del culto islamico).
Nonostante Costantinopoli abbia sempre continuato a considerare esistente la chiesa siracusana, la data ufficiale del suo ripristino è il 1093.
Nel luglio 1127, mentre Ruggero II mira a conquistare il Nord Africa, in Ortigia si verifica l'ultimo assalto arabo: la popolazione riesce solo in parte a rifugiarsi sui monti Iblei, il resto di essa viene trucidato, la città è nuovamente predata e data alle fiamme. Ciò sancisce, secondo diversi storici, la decisione dei Normanni di stringere alleanza con i papi e entrare a far parte delle Crociate (altra conseguenza diretta è l'invasione normanna di Malta, anch'essa risalente al luglio 1127).
L'isola di Ortigia, che durante il Regno di Sicilia normanno è descritta dal geografo arabo Idrisi con termini entusiastici (è definita come una ricca fortezza mercantile), viene contesa al principio dell'epoca sveva dalle repubbliche marinare di Genova e di Pisa: i genovesi nel 1205 vincono i toscani e staccano Ortigia dalla corona siciliana, governandola come un loro feudo per più di un decennio. Il predominio ligure si verifica durante l'infanzia del re siciliano Federico II di Hohenstaufen, fino al 1221, quando il sovrano svevo viene a reclamare la città, appena eletto imperatore del Sacro romano impero, e la reintegra nella corona di Sicilia.

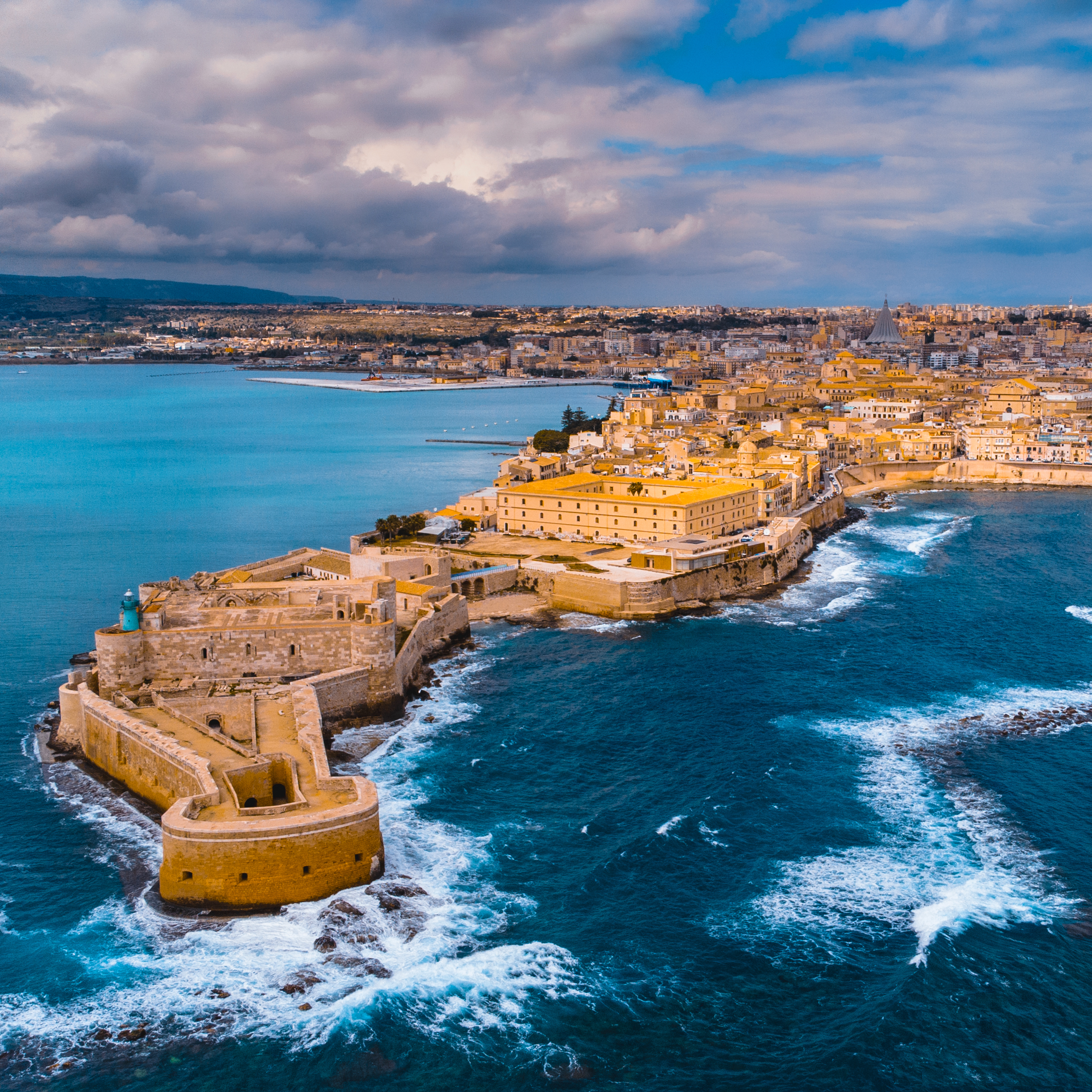
Il castello Maniace d'Ortigia, edificato nel XIII secolo da Federico II di Svevia (in seguito divenne anche sede della Camera reginale)

Nel 1232 Federico edifica il castello Maniace, sull'estrema punta dell'isola di Ortigia, e lo intitola allo strategos che aveva guidato la prima spedizione greca e che aveva condotto i Normanni sull'isola.
Seguono interi decenni di guerre siciliane, note come le guerre del Vespro, sorte quando la casa imperiale germanica degli Hohenstaufen viene osteggiata dal papato, il quale agli eredi del Sacro romano impero preferisce sul trono di Sicilia il principe francese Carlo I d'Angiò, ma costui non è accettato dai siciliani. La lotta di successione si protrae fino alla metà del XIV secolo, quando il neo Regno di Trinacria entra a far parte dell'iberica corona d'Aragona. 
Fin dal 1302 l'isola di Ortigia (formalmente Siracusa) diventa sede della Camera reginale, istituita dal re barcellonese Federico III come dono di nozze per la regina consorte Eleonora d'Angiò (la Camera è una vera e propria dote ed è un retaggio catalano, sostiene lo storico di diritto Giuseppe Salvioli). Divenuta feudo delle regine siciliane e capoluogo di diverse altre città, appartenenti alla Camera, Siracusa si avvale di una larga autonomia e poiché la sua posizione giuridico-politica diventa sfuggente, gli storici odierni la definiscono come «uno stato dentro un altro stato».

### Epoca moderna

#### L'Impero spagnolo

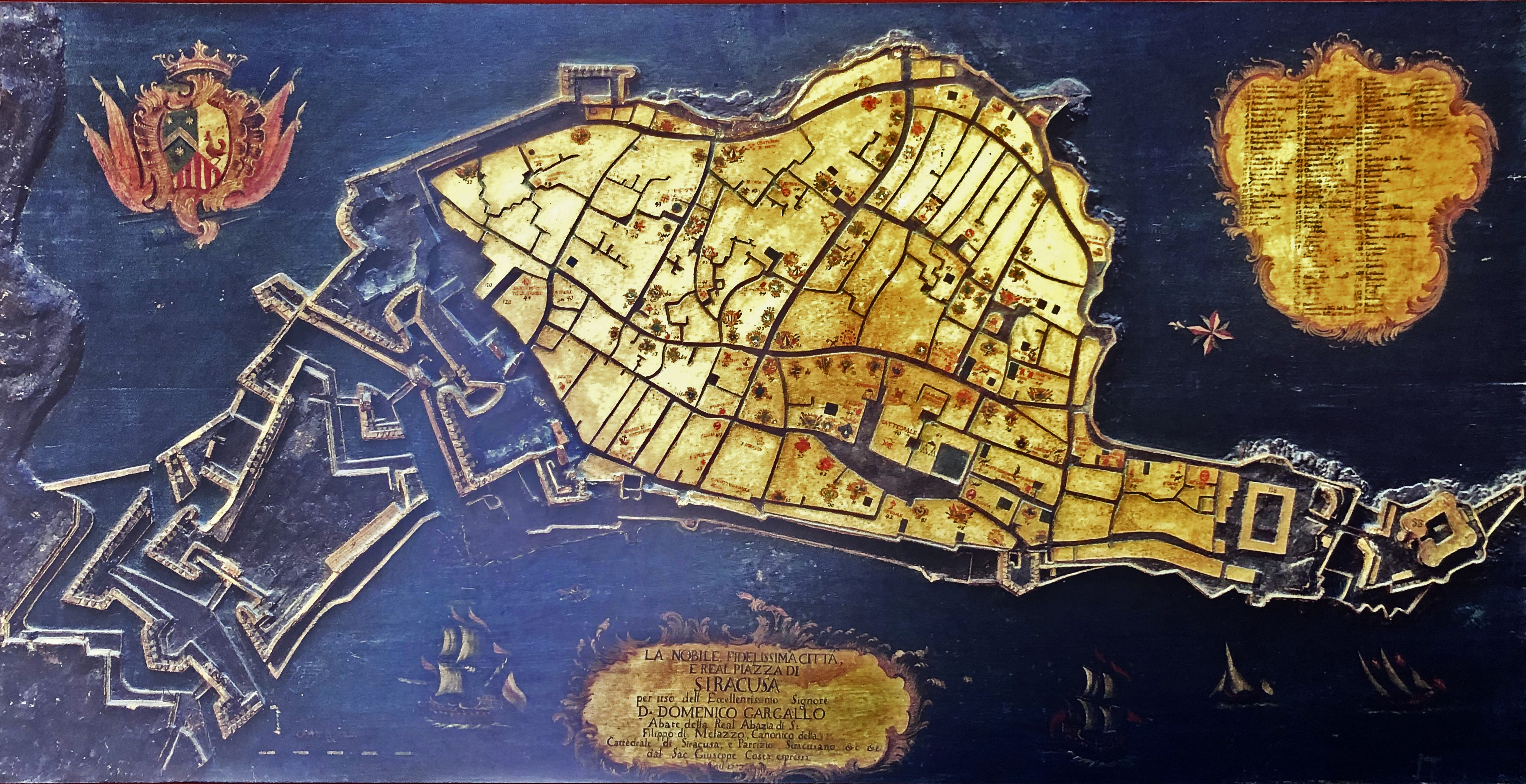
Mappa dell'isola di Ortigia: come appariva dopo il complesso sistema fortificato voluto dagli Asburgo di Spagna

Nel 1506 Germana de Foix, sposa di Ferdinando II d'Aragona, eredita la Camera reginale, diventandone la decima e ultima regina: alla morte del re aragonese, nel 1516, subentra sul trono di Sicilia (su cui siede ormai da tempo un viceré) il primo re di Spagna e imperatore del Sacro romano impero Carlo V d'Asburgo. Nonostante i tumulti siciliani dovuti al nuovo cambio di potere, Germana rimane la regina dei siracusani. Tuttavia, stanche di essere parte di questo particolare sistema feudale, le città reginali ne chiedono l'abolizione.
L'imperatore germanico vede nell'isola di Ortigia un importante baluardo per i confini orientali dell'Impero spagnolo (la considera la chiave levantina del Regno di Sicilia), ne dispone quindi una monumentale opera di fortificazione. 
Carlo V, inoltre, demolisce il collegamento artificiale che fin dai tempi greci univa Ortigia alla Sicilia e ne fa scavare l'ingresso, rendendolo molto articolato. Il risultato è notevole e l'isola di Ortigia, nel tempo, si guadagna la fama di impenetrabile fortezza; ciò, però, a discapito della libertà (il porto Piccolo viene fatto guastare, per non offrire ripari al nemico, e il porto Grande diventa così privo di commercio che alcune fonti, erroneamente, sostengono che l'imperatore abbia fatto distruggere pure quello).
Il ripristino delle fortificazioni aretusee è dovuto agli attacchi della Sublime porta di Istanbul, nel contesto delle guerre ottomano-asburgiche, che coinvolgono il Mediterraneo (più volte le mura di Ortigia arriveranno a essere minacciate dai corsari del sultano Solimano il Magnifico ). Quando l'Impero ottomano fa cadere l'isola di Rodi, i cavalieri giovanniti, nel 1529, trovano rifugio all'interno dell'isola di Ortigia (da qui, nel 1530, diventano signori dell'arcipelago maltese, il quale viene definitivamente staccato dal Regno di Sicilia).

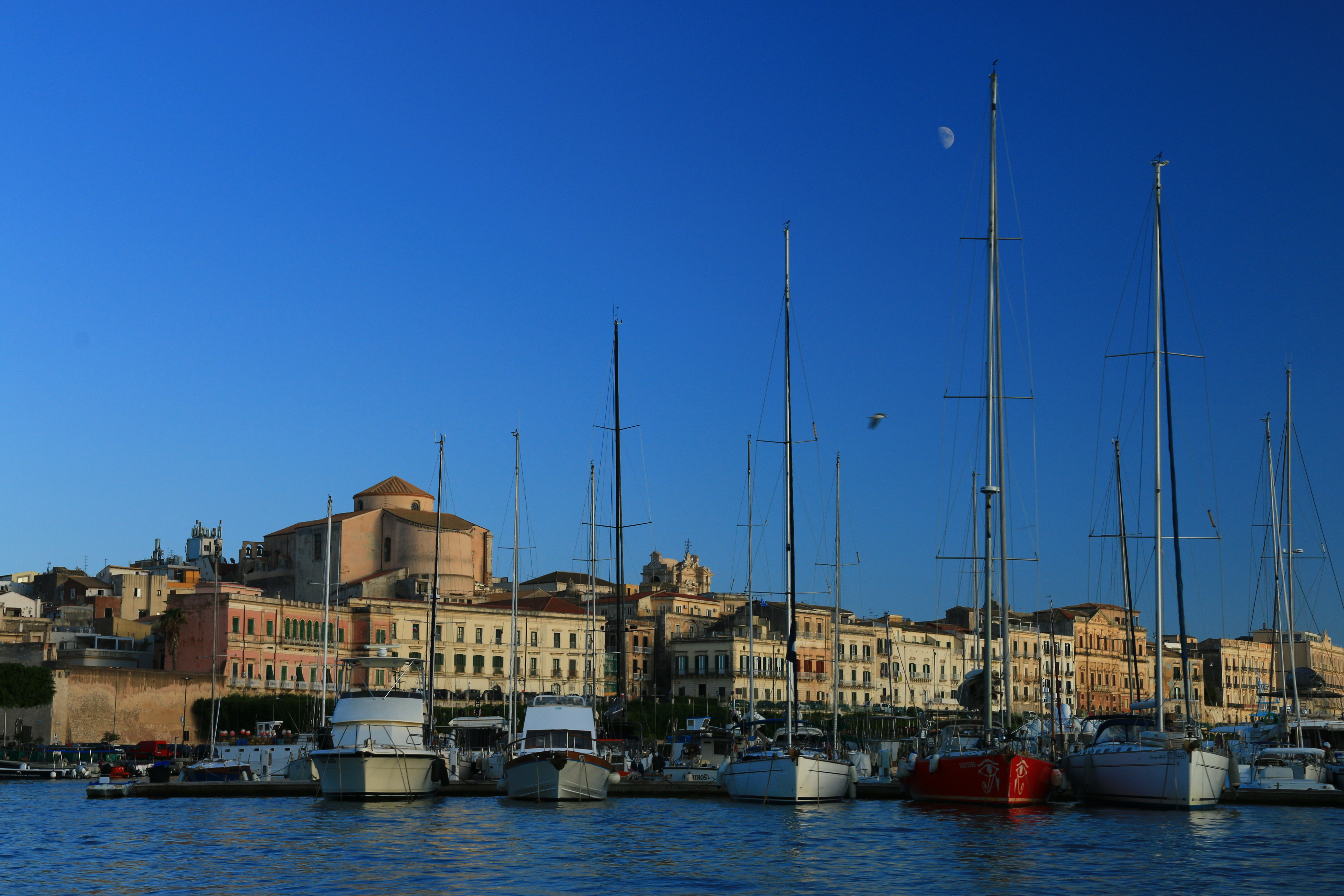
Ortigia dal suo lato di ponente (la marina e il porto)

Durante l'epoca spagnola Ortigia è colpita da diverse calamità naturali: tra gli eventi più distruttivi vi è il terremoto del 1542 (una magnitudo 7.0 che dirocca gli edifici ortigiani e forma delle «tempeste di mare» che costringono gli abitanti a cercare rifugio sulle barche).
Nel 1563 dentro Ortigia si fabbrica il quartiere militare spagnolo, il quale comprende il tempio di Apollo, che viene trasformato dai soldati iberici nella loro unica e centrale dimora (è in tale occasione che l'arcaico edificio, un tempo consacrato al culto solare, subisce i maggiori danni). I rapporti tra la milicia española e gli ortigiani sono spesso burrascosi.
Nel 1608, mentre fugge dai cavalieri di Malta, approda nella fortezza il pittore milanese Caravaggio; durante la sua permanenza dipinge per il senato siracusano la tela intitolata Seppellimento di santa Lucia.
Nel 1646 il popolo di Ortigia, afflitto da grave carestia, prega santa Lucia nella cattedrale affinché la penuria di cibo finisca; il volo di una colomba all'interno della chiesa, il 13 maggio, precede l'ingresso nel porto di navi cariche di grano (l'evento è alla base della festa ortigiana odierna nota come «santa Lucia delle quaglie»).
La rivolta antispagnola di Messina fa entrare nel 1674 la Sicilia nella guerra d'Olanda: i messinesi, sperando in un cambio di potere che faccia della loro città la nuova capitale del Regno di Sicilia, si alleano con il re Sole Luigi XIV di Francia (che era in lotta con spagnoli e olandesi). Le mire dei francesi si rivolgono fin da subito nel siracusano, ma non giungono ad attaccare le mura di Ortigia (francesi e messinesi conquistano Augusta e Melilli, ma si bloccano sui monti Iblei, dove sono respinti; all'interno della fortezza muore l'ammiraglio olandese Michel Adriaenszoon de Ruyter). Nel 1678 il re di Francia decide di firmare il trattato di pace con il giovane re di Spagna Carlo II, ponendo fine anche alla contesa siciliana. 
La Spagna, come conseguenza dei fatti recenti, non fidandosi più dei siciliani, dichiara nel 1679 l'isola di Ortigia piazza d'armi, affidandola a un governatore militare (che risiede nel castello Maniace).
Il terremoto del Val di Noto del 1693 (con una magnitudo 7.3) provoca ingenti danni e vittime anche in Ortigia (sebbene, sostengono le fonti, quello del 1542 fu per la fortezza più distruttivo): la ricostruzione che ne segue nella Sicilia orientale fa nascere l'arte nota come barocco siciliano.

#### L'epoca borbonica

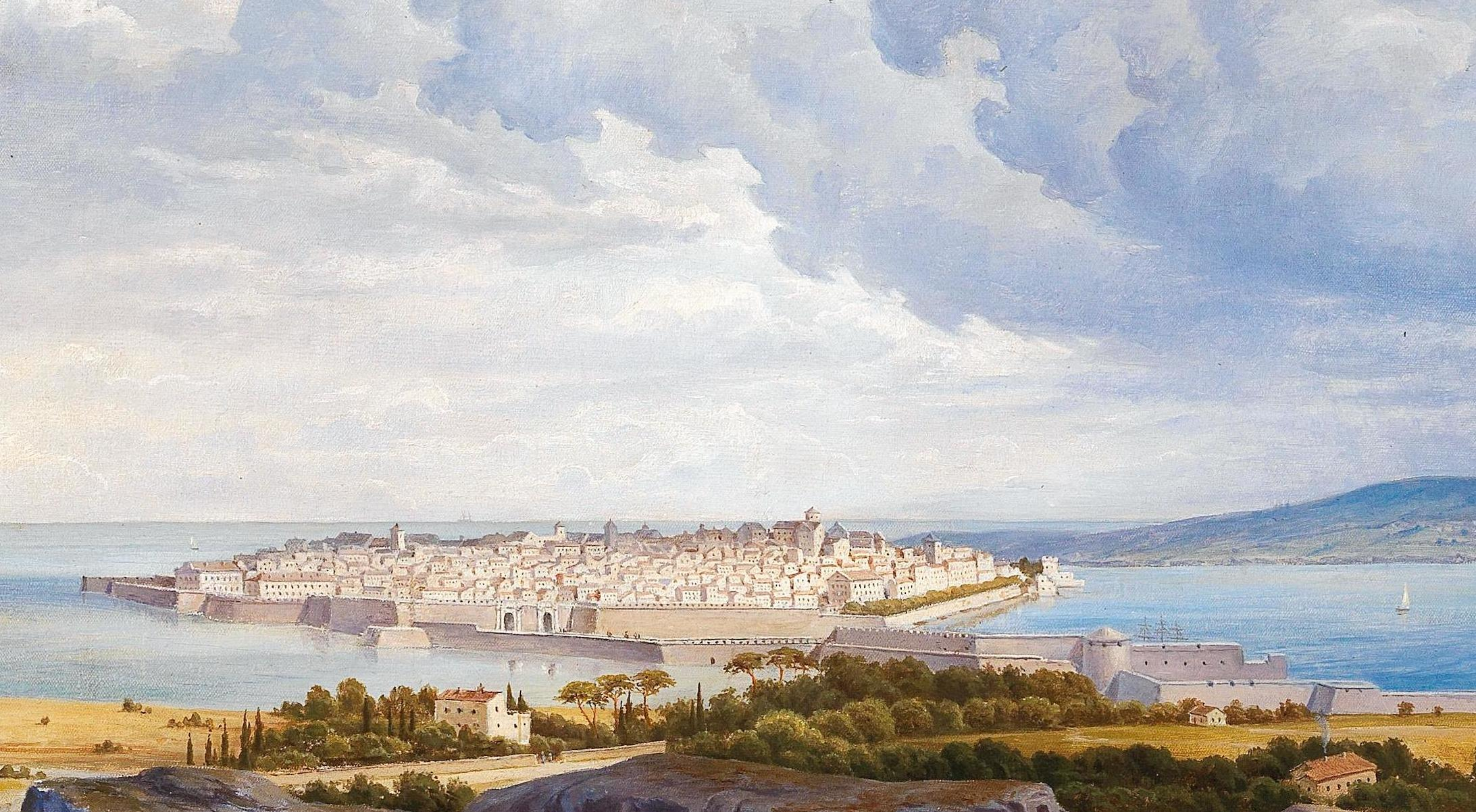
L'Ortigia-fortezza in un dipinto del pittore austriaco Josef Langl (XIX sec.)

L'impero spagnolo va incontro alla sua dissoluzione con la guerra di successione spagnola (sorta con la morte dell'ultimo Asburgo di Spagna, Carlo II), nella quale la corona siciliana è contesa da più sovrani: l'arciduca d'Austria, Carlo d'Asburgo, rinuncia al titolo di sovrano della Spagna e delle Americhe per essere incoronato re di Sicilia; viceversa, il nipote del re Sole e primo dinasta dei Borbone di Spagna, Filippo V, accetta il titolo spagnolo e americano ma perde quello siciliano (trattato di Utrecht, 1713). Gli spagnoli, ciononostante, impiegano le risorse monetarie che li giungono dai territori americani per allestire nel 1718 una spedizione da inviare in Sicilia, per riconquistarla.
La fortezza di Ortigia è in questa delicata fase testimone di più eventi importanti che si susseguono: essa è l'ultimo rifugio dei piemontesi del viceré Annibale Maffei (che difende la corona di Sicilia per il re Vittorio Amedeo II di Savoia, dopo che il Piemonte l'aveva ricevuta dai trattati della Quadruplice Alleanza); vi è l'intervento nelle sue acque dell'Inghilterra di re Giorgio I, il quale manda la Royal Navy dell'ammiraglio George Byng a sconfiggere i galeoni dell'Armada Española (battaglia di Capo Passero);  assediata allora invano dall'Ejército de Tierra, la fortezza, come il resto della corona siciliana, è ceduta nel 1720 all'austriaco Carlo d'Asburgo; ma anche questa volta non si tratta di un assetto duraturo: poco dopo un decennio, sottratta l'isola ai germanici, la travagliata corona va ai discendenti italici dei Borbone (che risiedono nel Regno di Napoli).

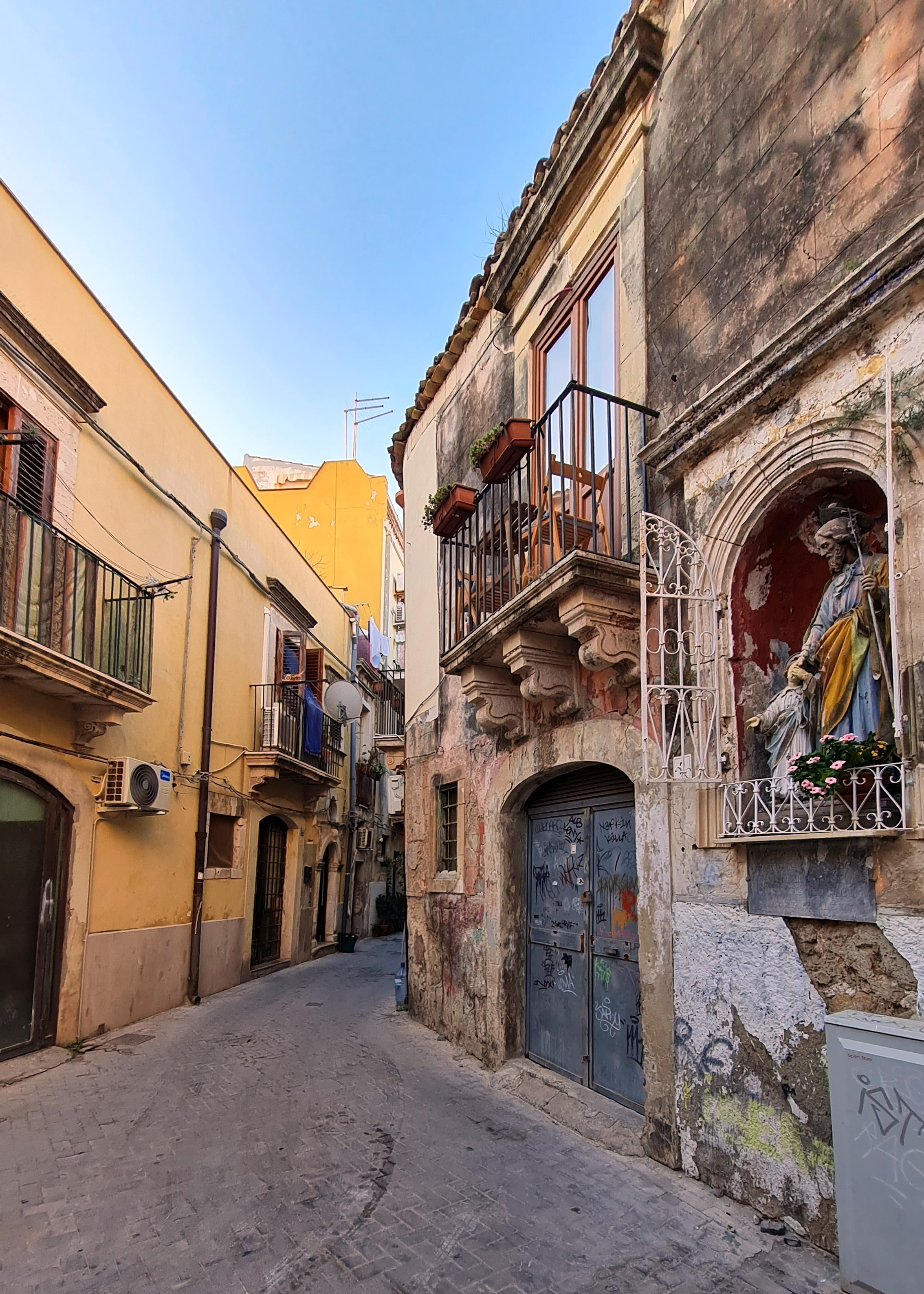
Antichi palazzi d'Ortigia

Anche in questo ultimo assedio la fortezza di Ortigia resiste fino alla fine, arrendendosi il 1 giugno 1735, dopo un bombardamento durato quasi tutto il mese di maggio. Durante l'assalto dei cannoni alle mura, il popolo della fortezza attribuisce a santa Lucia l'avvento di un miracolo: una bomba inesplosa che determina la resa del comandante austriaco.

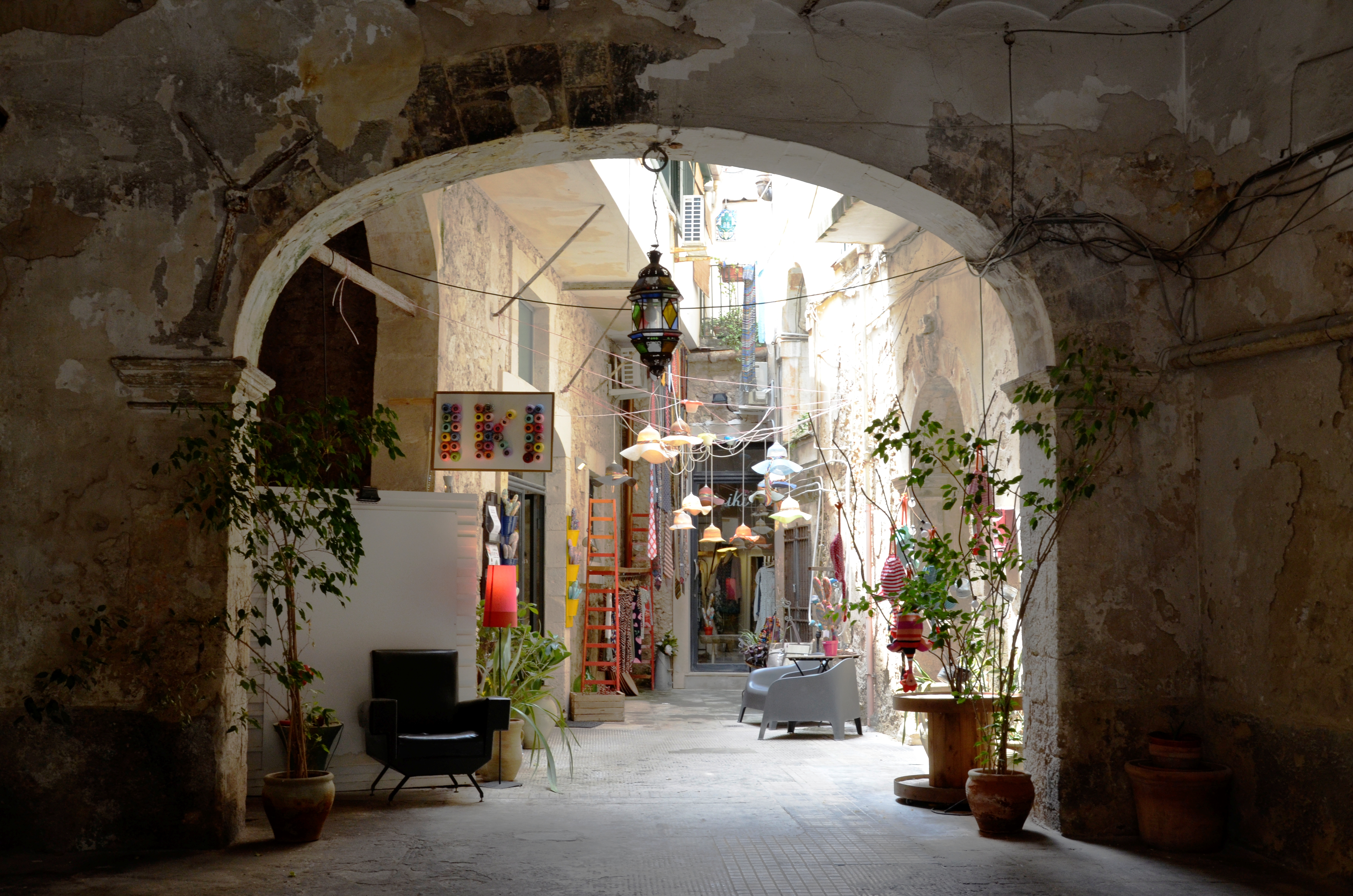
Ortigia e i suoi vicoli

Nel 1798, dopo un periodo di pace nel reame napoletano, naviga nelle acque aretusee la flotta di Napoleone Bonaparte (in realtà diretto a Malta e poi ad Alessandria d'Egitto); lo insegue l'ammiraglio Horatio Nelson, il quale rifornisce di viveri la propria flotta nell'isola di Ortigia, attingendo all'acqua della fonte Aretusa.
Segue l'epoca napoleonica, che vede il Regno di Napoli entrare a far parte dei domini dei Bonaparte ma la Sicilia rimanere roccaforte dei Borbone, posti sotto la protezione dei soldati inglesi, dei quali l'isola di Ortigia diventa, insieme a Palermo e Messina, principale base - questo periodo siciliano è noto come «decennio inglese». Dal 1807 risiede quindi all'interno della fortezza il successore di Nelson, l'ammiraglio Cuthbert Collingwood. Da premettere che in quei frangenti il porto ortigiano funge da base militare anche per i soldati degli Stati Uniti d'America (giunti durante le guerre barbaresche) e per i soldati russi (alleati degli inglesi nelle guerre napoleoniche).
Nel 1837 l'isola di Ortigia è afflitta dal colera; la crisi sanitaria provoca una crisi politica (viene diffusa la voce che funzionari borbonici abbiano avvelenato l'acqua e il cibo della fortezza): non avendo accettato i siciliani la nascita del Regno delle Due Sicilie (con il quale la corona di Sicilia nel 1816, dopo la sconfitta di Napoleone Bonaparte, viene estinta e fusa in quella napoletana), la fortezza, nel caos provocato dall'epidemia, è coinvolta nei moti rivoluzionari contro i Borbone (questi portano nel 1848 alla momentanea rinascita del Regno di Sicilia, in cerca di un nuovo re). L'intera Sicilia, dopo l'esperienza rivoluzionaria - riconquistata nel 1849 dai Borbone -, passa ai garibaldini nel 1860 (con la spedizione dei Mille): nel 1861 nasce il Regno d'Italia di Vittorio Emanuele II di Savoia.

### Epoca contemporanea

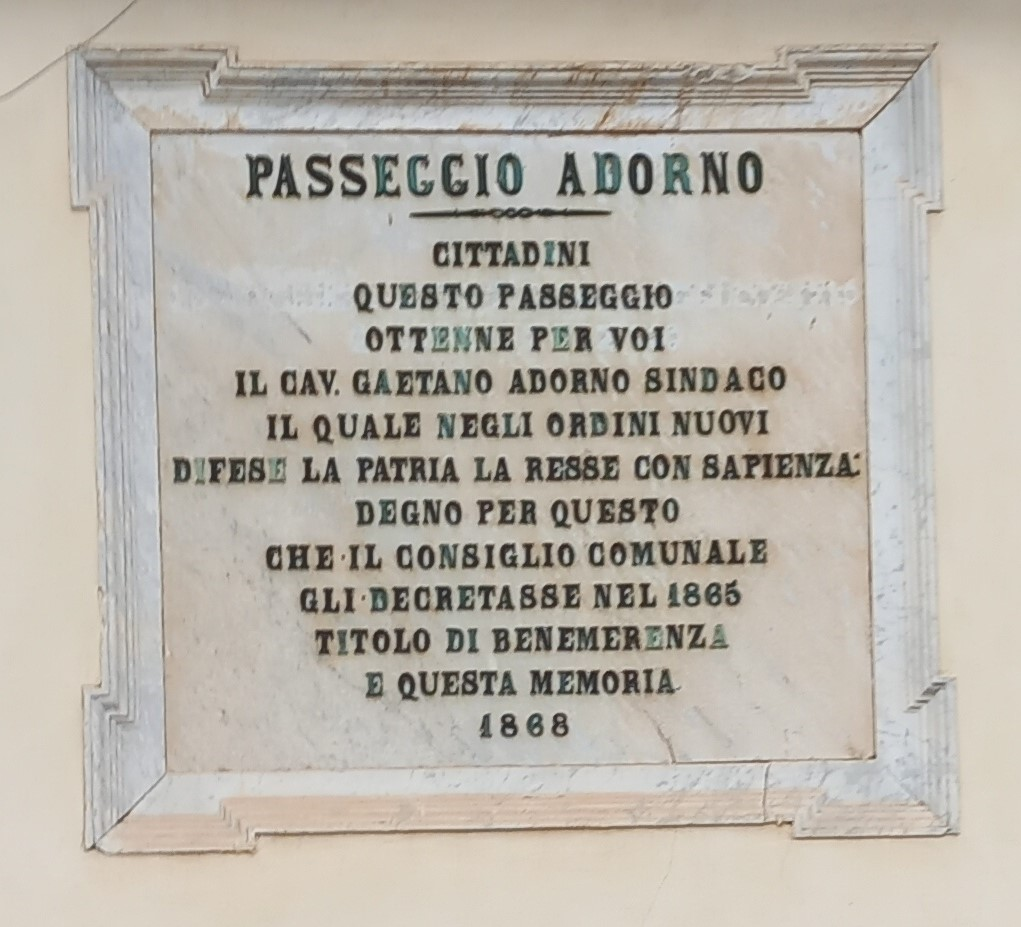
Targa in memoria del Cav. Gaetano Adorno

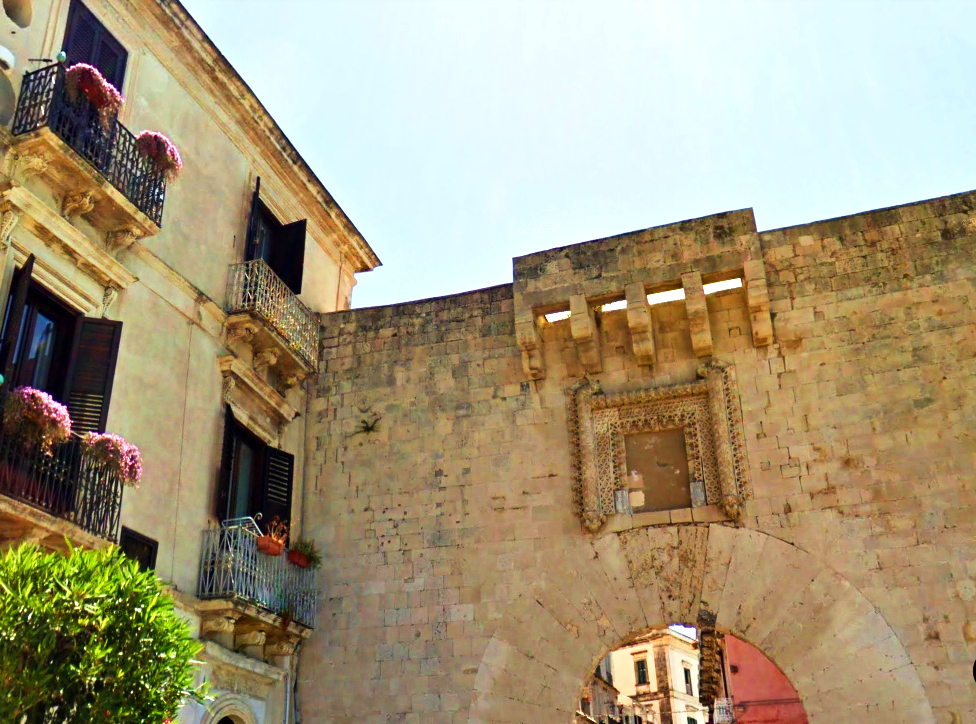
La porta della marina di Ortigia: una delle pochissime fortificazioni a non essere stata abbattuta

Ortigia si presenta alla soglia dell'epoca contemporanea con una popolazione che tra le sue vetuste mura ammonta a circa 20.000 persone (il susseguirsi di guerre, calamità naturali e il suo isolamento hanno notevolmente influenzato la crescita demografica aretusea ). Questa cifra si mantiene per tutta la durata del primo Novecento, ma con un cambiamento di rilievo: sul finire del XIX secolo viene rasa al suolo la quasi totalità delle sue fortificazioni spagnole e viene meno il suo antico ruolo di fortezza siciliana, i suoi abitanti, quindi, sono liberi di andare a edificare altrove le proprie abitazioni.

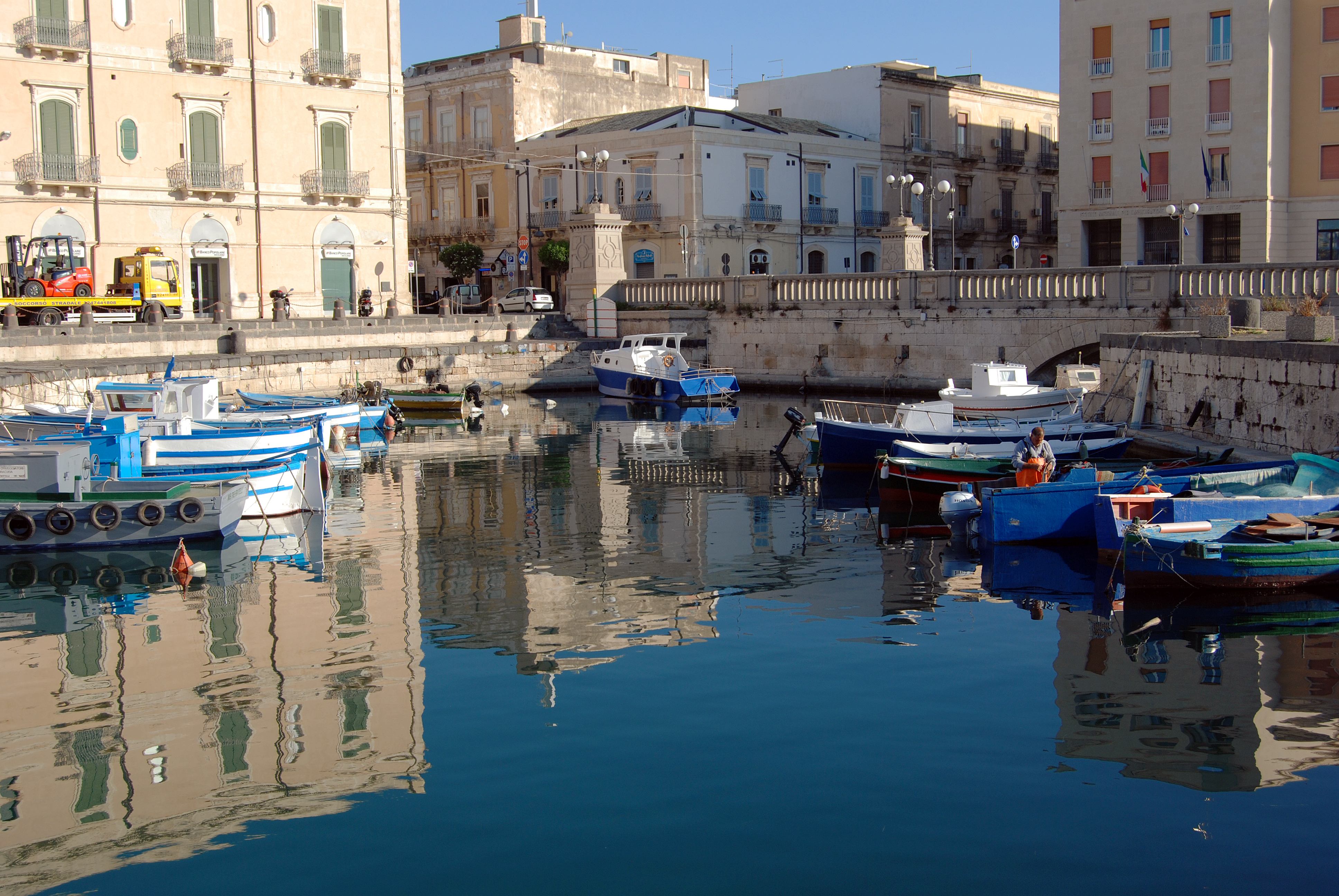
Il canale della Darsena

I tre profondi fossati, attraversabili con dei ponti levatoi, che caratterizzavano il difficile ingresso dell'Ortigia-fortezza, vengono quasi tutti interrati; ne rimane uno solo, che prende il nome di canale della Darsena e che rappresenta la striscia di mare che fa di Ortigia un'isola. Un ponte di pietra su questo canale, chiamato ponte umbertino (dalla zona umbertina, sorta dove un tempo vi erano i forti spagnoli), collega stabilmente l'isola alla terraferma.

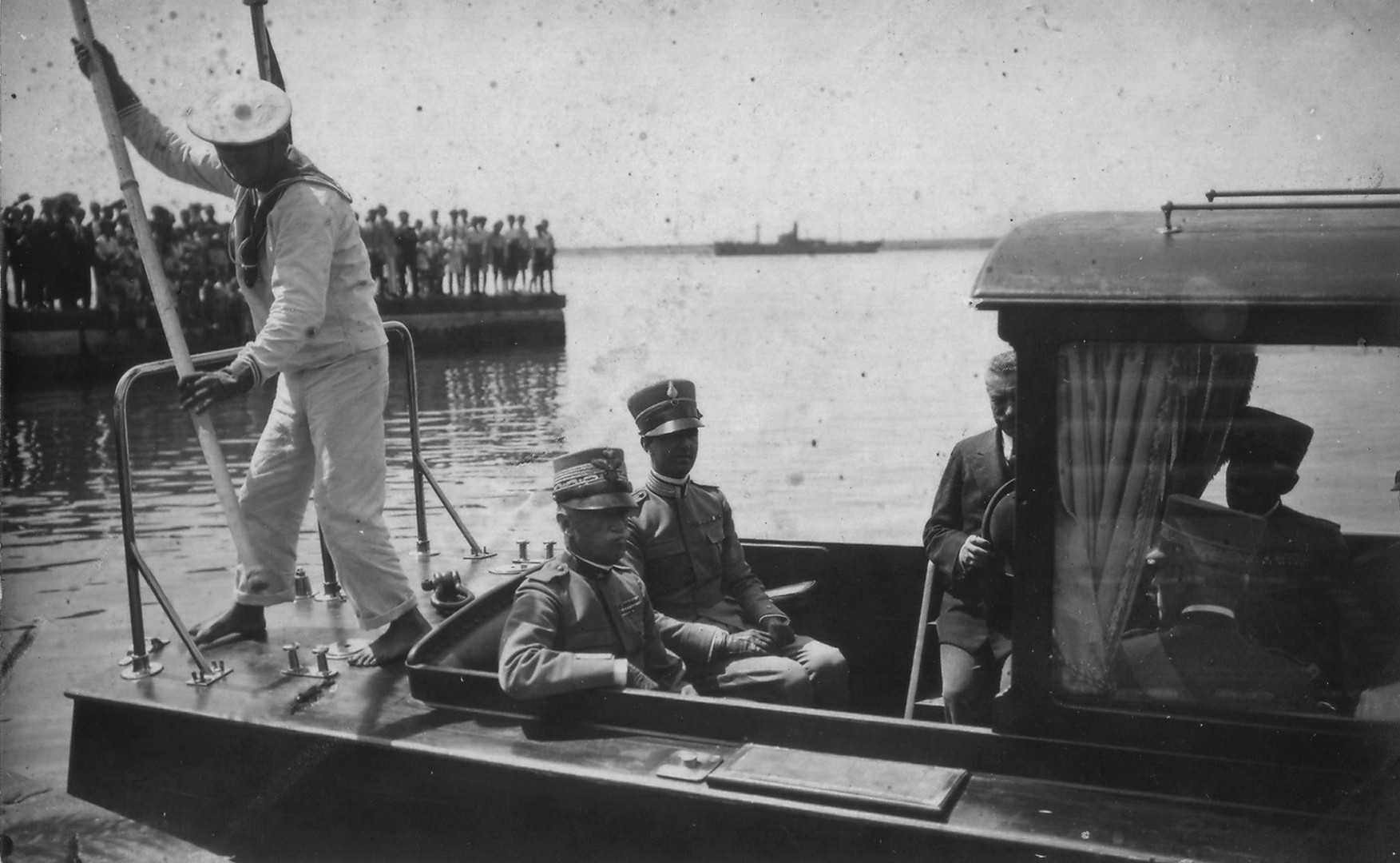
Il re Vittorio Emanuele III di Savoia approda in Ortigia per un'ispezione delle truppe nel corso della guerra (1941-42); sullo sfondo la popolazione lo accoglie

Ortigia, durante la seconda guerra mondiale, bombardata dal 1941 al 1943 dagli aerei degli alleati anglo-americani (rivolti contro i paesi dell'Asse, come veniva chiamata l'alleanza tra l'Italia fascista di Benito Mussolini e la Germania nazista di Adolf Hitler), viene conquistata dall'VIII Armata britannica la sera del 10 luglio 1943 (nel contesto dello sbarco alleato in Sicilia e, più nello specifico, nel contesto dell'operazione Ladbroke).
Terminato il conflitto bellico, si avvia per il capoluogo aretuseo un periodo di sviluppo edilizio, che concentrandosi soprattutto nella parte nord di Siracusa, negli anni '60 del Novecento determina il repentino spopolamento del suo centro storico.
Un secondo ponte sul canale viene costruito negli anni '60 ed è detto dei calafatari (il nome gli deriva dagli antichi costruttori navali della Darsena). Sul finire del XX secolo Ortigia appare in stato di semi-abbandono; il suo decoro viene ristabilito con un progetto dell'Unione europea, Urban, conseguito nel 1996 e attuato all'inizio del nuovo millennio. 

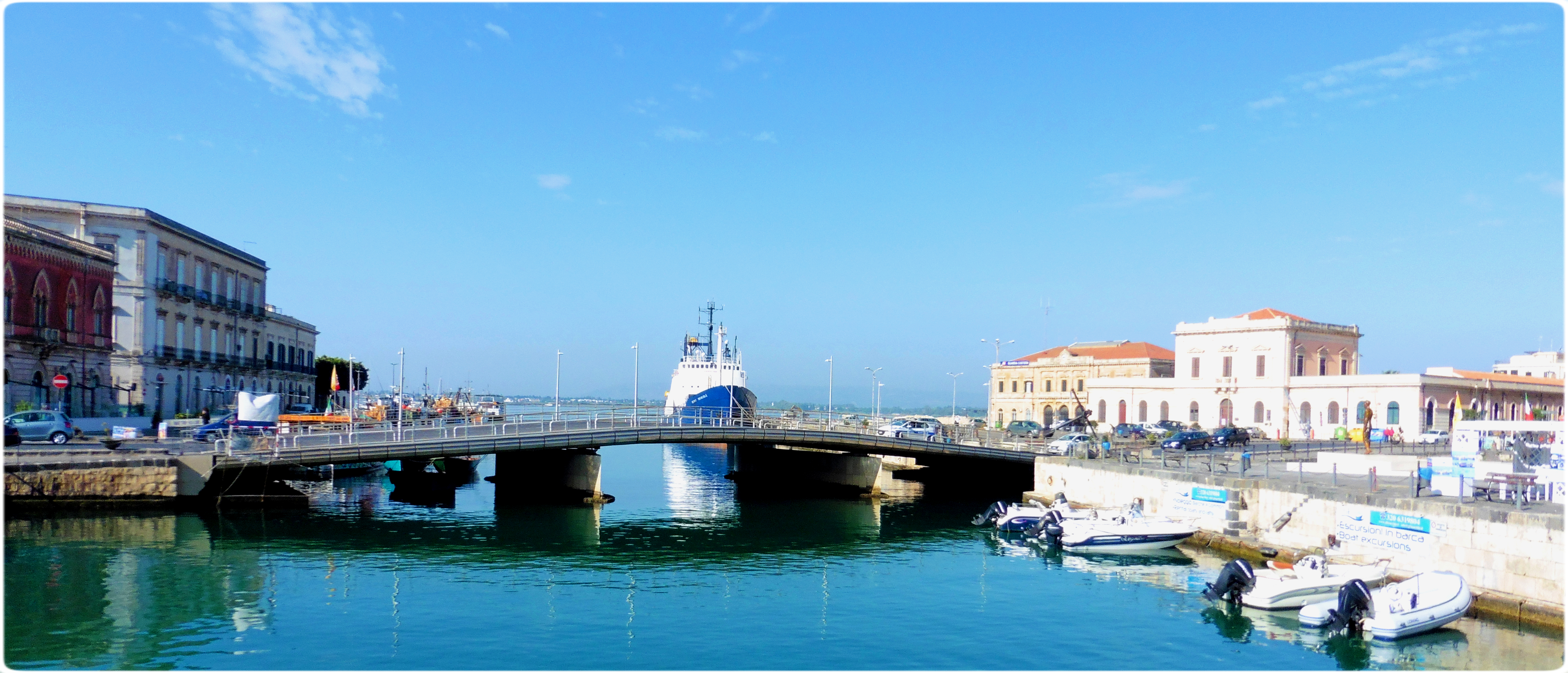
Il nuovo ponte Santa Lucia

Nel 2004 viene inaugurato un nuovo ponte per Ortigia: il ponte Santa Lucia, parallelo all'umbertino; mentre nel 2014 viene demolito quello dei calafatari.
Nel 2006 si reca in Ortigia il presidente della Repubblica italiana Carlo Azeglio Ciampi, il quale, in piazza del Duomo, scopre la targa che dichiara la città di Siracusa, congiuntamente con le necropoli rupestri di Pantalica, parte dei Patrimoni dell'umanità dell'UNESCO. Nel 2009 all'interno di castel Maniace viene organizzata una sezione informale del G8 dell'Aquila: il forum del G8 Ambiente. L'odierna Ortigia ha circa 4.000 residenti ed è diventata nuovamente il fulcro delle attività sociali e culturali del capoluogo siracusano: ciò ha avuto effetto anche nel suo settore commerciale; da una di ricerca di Confcommercio, la piccola isola, trainata in particolar modo dall'incremento del turismo, è risultata essere nel 2018 il centro storico più vitale d'Italia.
Nel settembre 2023 il capo dello Stato italiano, il presidente Sergio Mattarella, accoglie in Ortigia il suo omologo tedesco, il presidente Frank-Walter Steinmeier, insieme eleggono al teatro comunale i vincitori del “Premio dei Presidenti” (istituito nel settembre 2020 a Milano per incentivare la cooperazione tra i comuni dei due Stati); la visita ortigiana comprende inoltre un colloquio al castello Maniace e la sosta in piazza del Duomo, alla fonte Aretusa e al museo Bellomo.

## Monumenti e luoghi d'interesse

### Architetture religiose
Sull'isola di Ortigia si possono osservare i resti di tre antichi templi della religione dell'antica Grecia: il tempio di Artemide (solo basamento); il tempio di Apollo (basamento, minima parte delle mura e colonne superstiti); il tempio di Atena (colonne superstiti e parte della struttura interna incorporate nell'edificio di culto cristiano).
Con l'affermarsi del cristianesimo avviene la trasformazione del tempio di Atena in cattedrale, detta anche duomo di Siracusa; in seguito, con la dominazione islamica, questa diviene una moschea, così come il tempio di Apollo, tuttavia alcuna traccia architettonica è rimasta a testimonianza di quel tempo. 

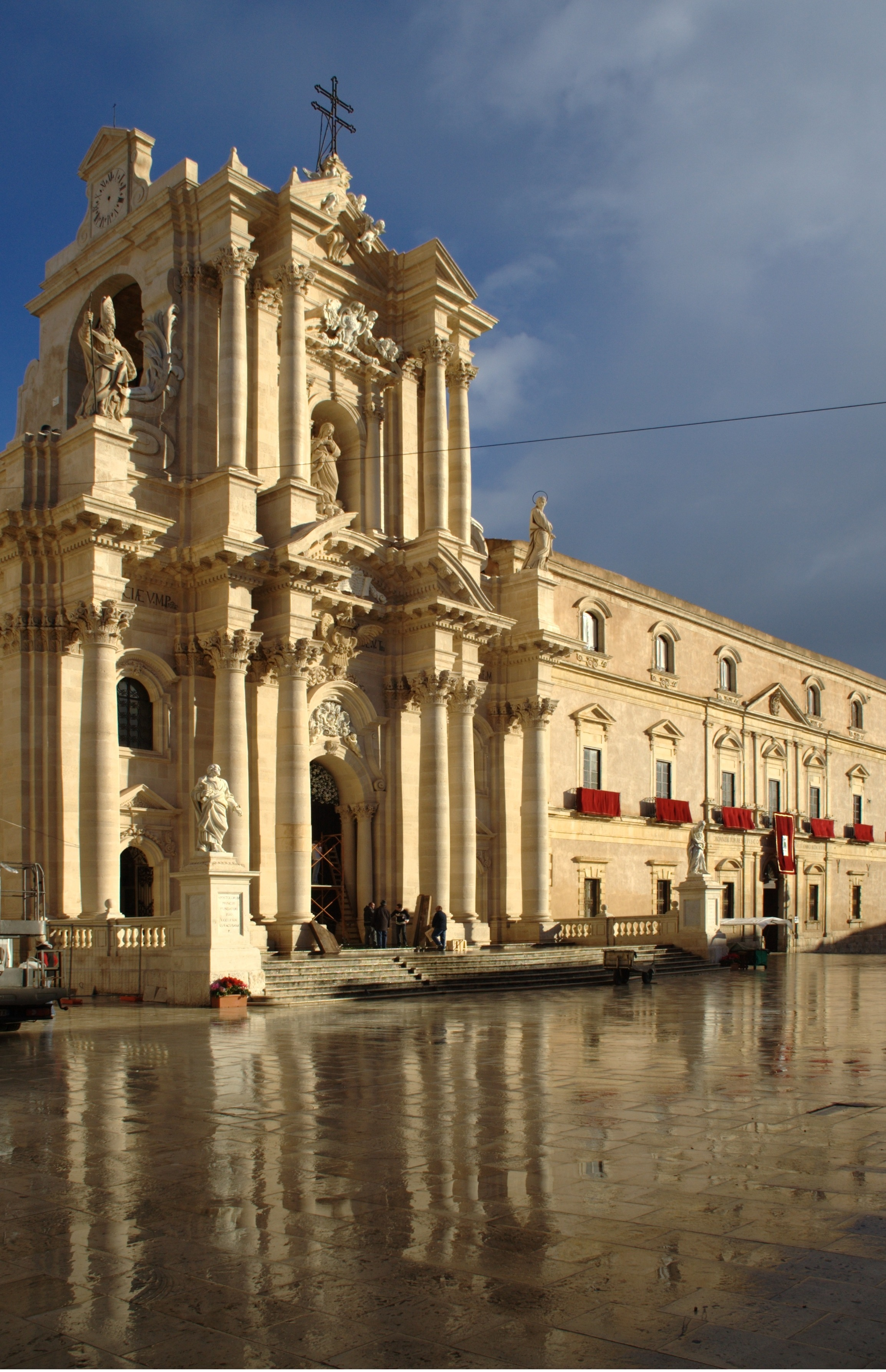
Il prospetto frontale della cattedrale e dell'arcivescovado

Successivamente, con l'arrivo dei Normanni, le moschee vengono chiuse, l'antico tempio posto sulla sommità dell'isola ridiventa la cattedrale - accanto, in epoca sveva, viene costruito il palazzo arcivescovile - e sorgono tutt'intorno a essa numerosi edifici del culto cristiano greco-romano (l'arcidiocesi di Siracusa anche durante l'epoca normanna mantiene sia il rito greco sia il rito romano): chiese, monasteri e conventi. 
Tra le chiese più arcaiche di Ortigia si annovera quella di San Giovannello (costruita su una preesistente basilica bizantina paleocristiana del IV secolo edificata dal vescovo Germano); essa sorge nel quartiere della Giudecca, dove si insediò fino al 1492 la comunità ebraica di Siracusa, la quale aveva eretto in quella zona la sinagoga e i miqwè ebraici. 
Un vetusto esempio di stile romanico-gotico-normanno è dato dalla chiesa di San Martino, nei pressi del lungomare d'Ortigia (anch'essa, come l'interno del duomo, mostra i caratteri dell'arte bizantina).
Il più antico monastero ortigiano sorge alle spalle del duomo e risale al 1169, fondato dal re normanno Guglielmo II il Buono e dedicato a Santa Maria della Concezione; per molto tempo fu uno degli edifici religiosi più importanti dell'isola (in esso si custodivano anche le reliquie di Santa Lucia, infine trasferite nella cattedrale), ma non resistette al terremoto seicentesco: di esso è rimasta la chiesa Santa Maria della Concezione (che ebbe origine nel 1300), mentre i suoi locali sono divenuti nel XIX secolo il palazzo della prefettura di Siracusa.

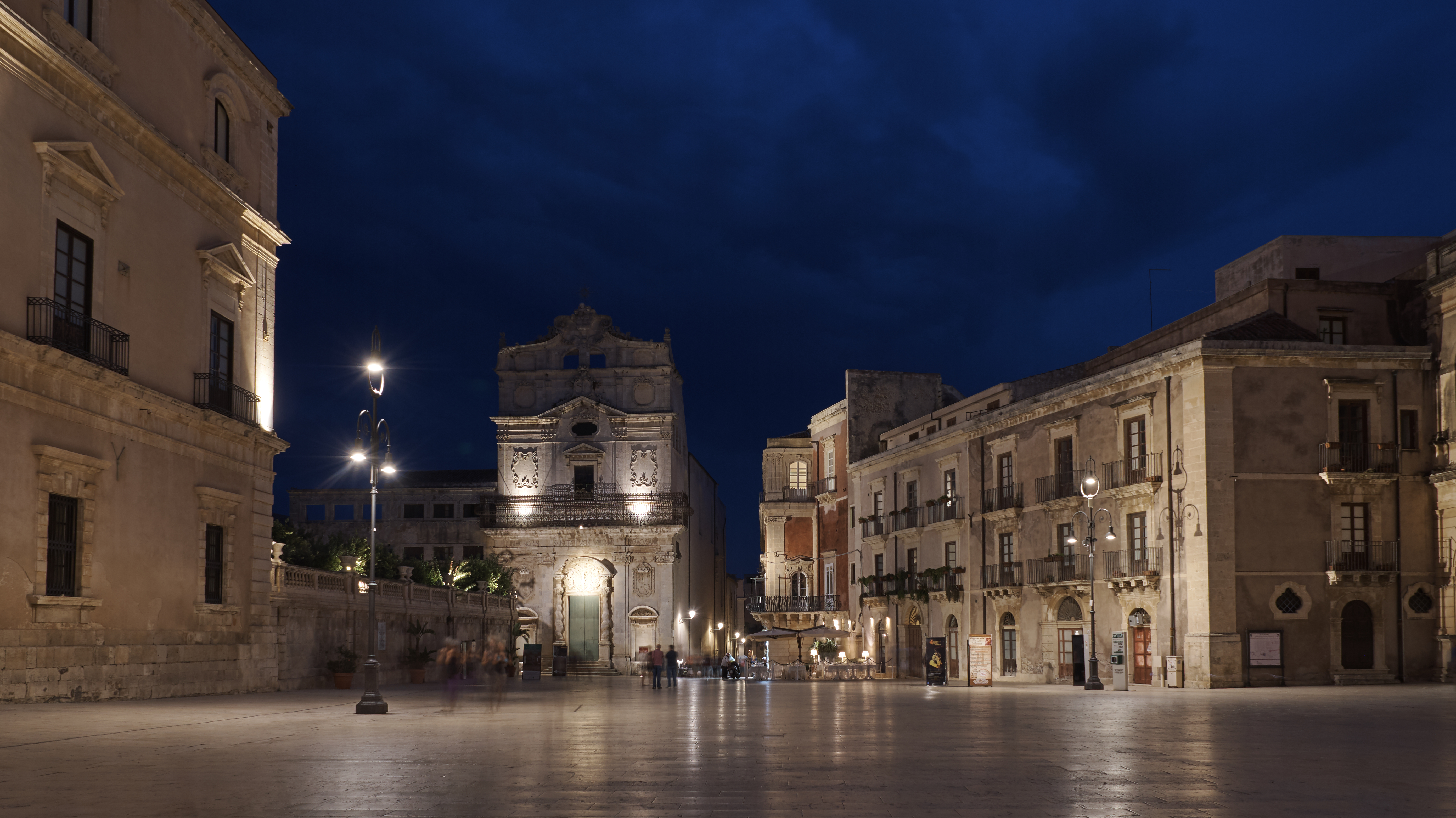
Sullo sfondo, centrale, la chiesa di Santa Lucia alla Badia

La chiesa di Santa Lucia alla Badia, che affianca i giardini dell'arcivescovado e l'ingresso dell'ipogeo di piazza del duomo, è ciò che rimane di un altro antico monastero medievale, andato distrutto nel sisma seicentesco; l'attuale prospetto della chiesa è infatti in stile tardo barocco siciliano; risalgono a quest'epoca di ricostruzione anche la chiesa dello Spirito Santo, la chiesa di San Filippo Apostolo, la chiesa di San Francesco all'Immacolata, la chiesa di San Giuseppe e Sant'Ignazio di Loyola: appartiene a questa chiesa d'origine spagnola - edificata dal collegio dei gesuiti e dismessa dal XVIII secolo - l'alto abside che si osserva dal porto Grande di Ortigia. Un'altra chiesa dismessa cinquecentesca è quella dei cavalieri di Malta, dedicata ai santi Leonardo e Biagio (appartenne all'ordine gerosolimitano dall'epoca spagnola all'Ottocento).

### Architetture civili
Le più antiche, sopravvissute, testimonianze architettoniche civili di Ortigia risalgono al medioevo: l'Ortigia medievale sembra caratterizzarsi dall'inurbamento delle famiglie nobiliari all'interno dei suoi quartieri; ovvero queste lasciano le abitazioni di campagna per trasferirsi nella fortezza, convivendo a stretto contatto con il popolo ortigiano. Il loro palazzo, con la rispettiva chiesa gentilizia, costituisce il punto di riferimento sociale per il quartiere.
Dalla Catalogna giunge lo stile architettonico, gotico spagnolo, che influenza l'edilizia palaziale dell'Ortigia del basso medioevo, grazie alla presenza della Camera reginale, la quale vede la sua sede originaria in un palazzo trecentesco di cui è rimasto intatto solo il portone gotico con al centro un bassorilievo che raffigura San Michele Arcangelo (l'edificio diventa in seguito noto come palazzo del Senato o di Città). Di questo periodo sono giunti intatti due palazzi, nobiliari: il palazzo Mergulese-Montalto (stile gotico chiaramontano) e il palazzo Bellomo (le cui trifore rispecchiano quelle barcellonesi).

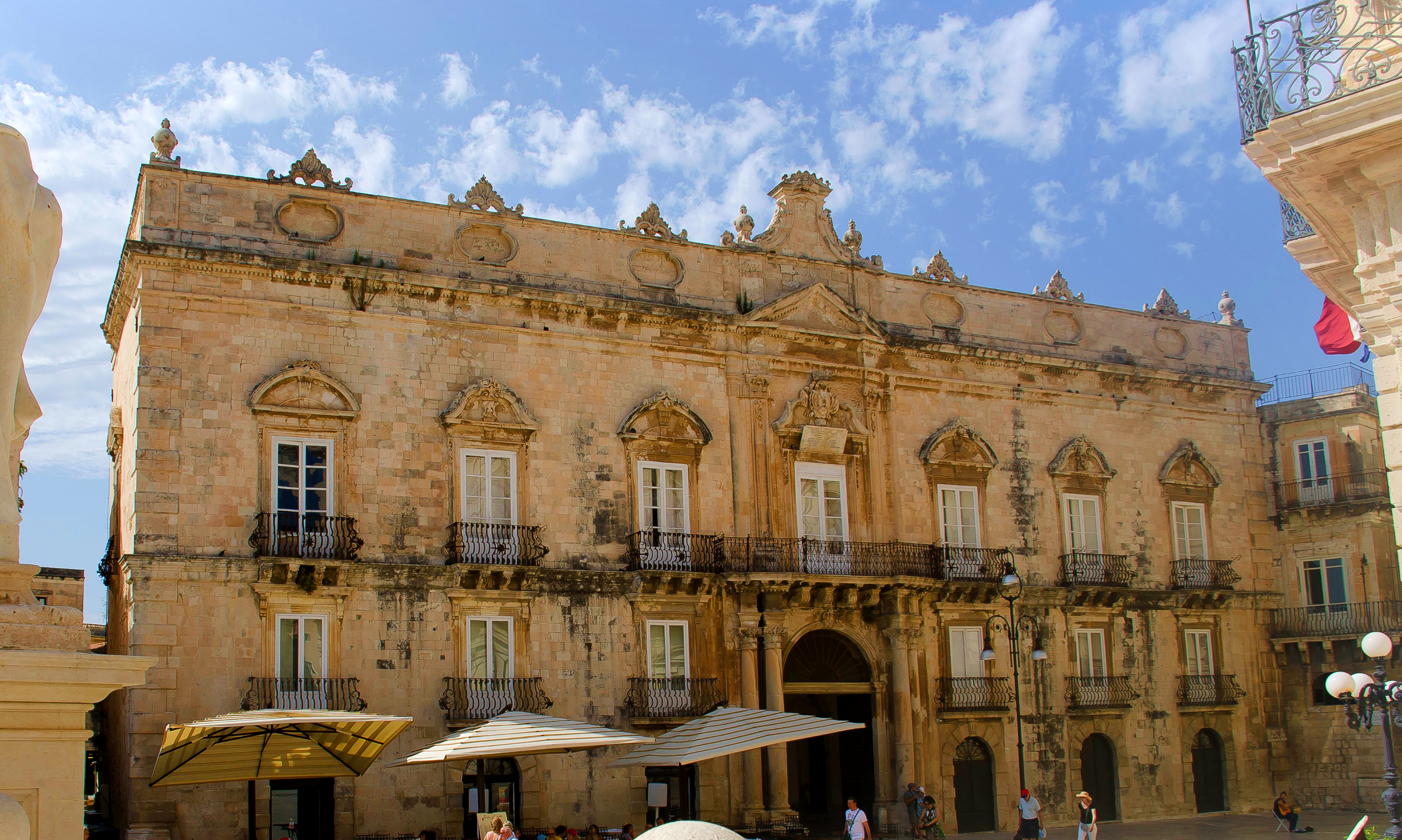
Il palazzo Beneventano del Bosco

A seguito della ricostruzione dovuta al sisma del 1693, sorgono in Ortigia numerosi edifici in tardo barocco siciliano; esempio ne è il palazzo del Vermexio (in cui si insedia il senato aretuseo, che lascia il medievale palazzo di Città); successivamente si predilige il rococò (evoluzione del tardo barocco) e chiari esempi ne sono i palazzi dei Beneventano del Bosco, dei Borgia del Casale, degli Impellizzeri.
Con l'Ottocento e il primo Novecento Ortigia adotta il neoclassicismo e il liberty (o art nouveau): con tale impronta si edificano il palazzo dell'Orologio (dal cortile interno quattrocentesco), l'Antico mercato, il teatro comunale, il primo museo archeologico di Siracusa, la Camera del commercio, e tra i palazzi nobiliari quello degli Arezzo della Targia; appartengono a questo periodo architettonico anche gli antichi hotel Des Etrangers e Grand hotel e inoltre il palazzo delle Poste.

### Architetture militari

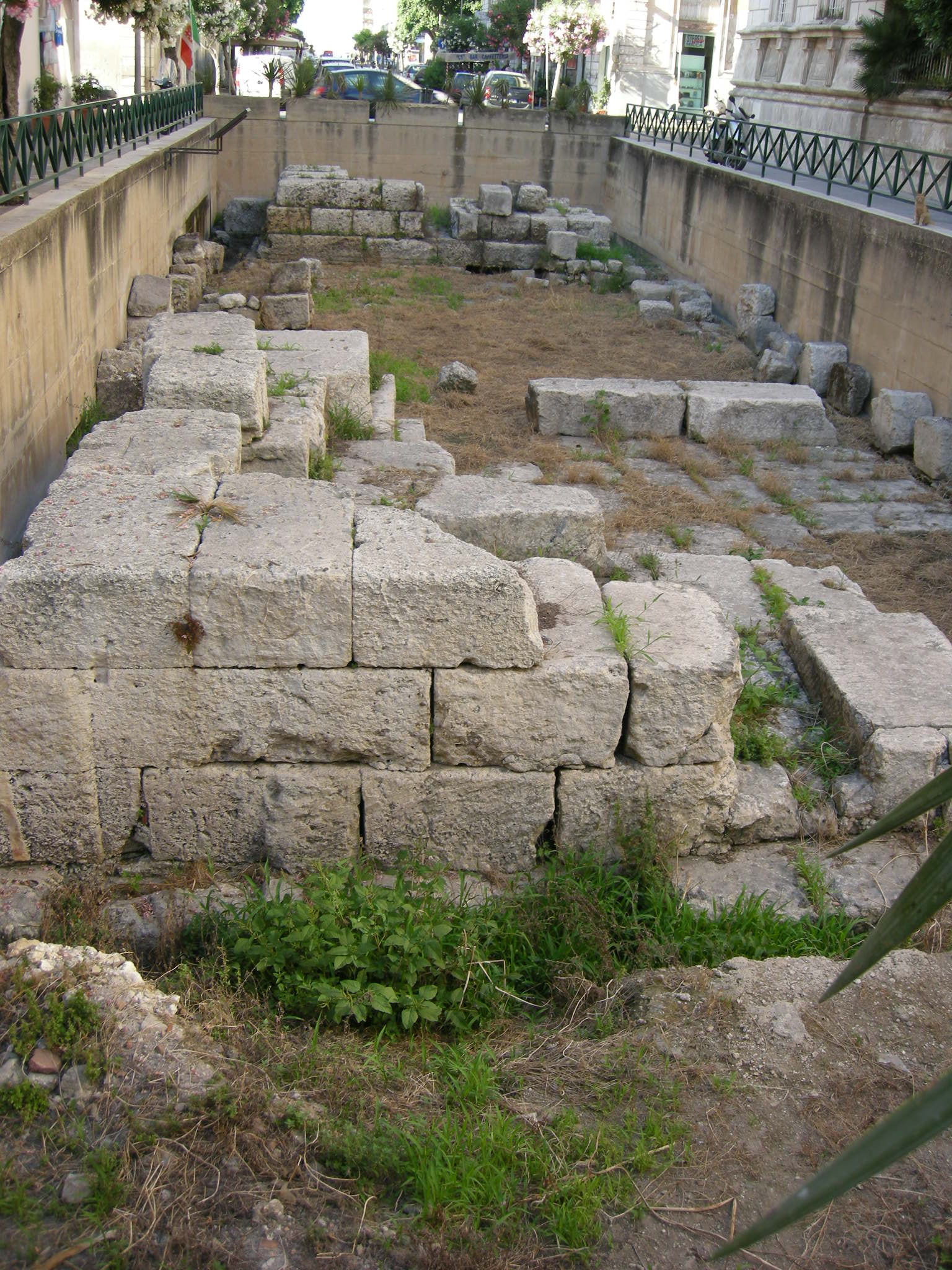
I resti della porta urbica greca

I tiranni della pentapoli avevano scelto Ortigia come loro roccaforte e dimora: i resti della porta urbica, nei pressi dell'entrata di terra e quindi nei pressi del tempio di Apollo, ricordano quando l'isola fu fortificata da Dionisio I.
Con l'epoca medievale Ortigia ritorna a essere popolata da civili (come era stato alle origini, quando prima i Siculi e poi i coloni greci di Archia vi avevano abitato), ma ciò non segna il termine del suo ruolo militare, che anzi diventa ancor più accentuato, concentrandosi adesso il nome di Siracusa nella sola isola. 
Sul finire dell'alto medioevo, in un'epoca incerta tra quella araba e quella normanna, viene costruito sull'istmo ortigiano un castello, detto castello Marieth (noto anche come Marchetti), dalla posizione molto strategica. Circa due secoli più tardi, nel XIII secolo, l'imperatore degli Hohenstaufen, Fdederico II di Svevia, fa fabbricare un altro castello in Ortigia: il castello Maniace, attorniato dal mare sull'estrema punta dell'isola. Entrambi i castelli, all'occorrenza, diventavano anche dimore di re e regine.
L'edificio federiciano, in stile gotico, è sopravvissuto integro (subì gravi danni nel 1704, quando un fulmine andò a colpire la sua polveriera, diroccandolo, ma venne ristrutturato un secolo dopo dagli inglesi, durante l'epoca napoleonica), mentre il più vetusto castello Marieth viene demolito dagli spagnoli nel Cinquecento, dopo che il terremoto del 1542 lo aveva danneggiato.
La fortezza di Ortigia raggiunge l'apice del suo ruolo nel Seicento e Settecento, quando l'isola d'età spagnola, ormai colma di fortificazioni, viene definita una caserma abitata da civili e si guadagna il titolo di inespugnabile piazzaforte d'Europa.
Nel 1740, alle spalle del castello Maniace, viene costruito un grande edificio a pianta quadrata che viene destinato all'alloggio militare e nel tempo prende il nome di caserma Abela; dopo l'Ottocento viene ampliato e sostituisce la demolita caserma spagnola, che era stata costruita all'interno del tempio di Apollo (la caserma Abela viene dismessa sul finire del XX secolo).
Dell'Ortigia fortificata odiernamente non ve ne è quasi più traccia architettonica: con l'abbattimento di fine Ottocento delle sue porte (monumentale era la porta Ligny, sul canale della Darsena), delle sue mura e dei suoi baluardi, quel che è rimasto pressoché intatto è la porta della marina e sul lato levantino dell'isola il forte San Giovannello e il forte Vigliena.
Durante il secondo conflitto bellico mondiale l'Unione nazionale protezione antiaerea predispone i lavori che trasformano in ricovero per la popolazione la cava che vi era sotto l'arcivescovado, nota come ipogeo di piazza Duomo; viene scavato un percorso che la collega al foro italico della Marina.

### Altro
La fonte Aretusa sgorga di fianco al mare - superata la Marina, andando incontro al castello Maniace dal Lungomare Alfeo - e da millenni riveste un ruolo culturale di primo piano nel paesaggio dell'isola di Ortigia, essendo legata al mito fondativo della città. 

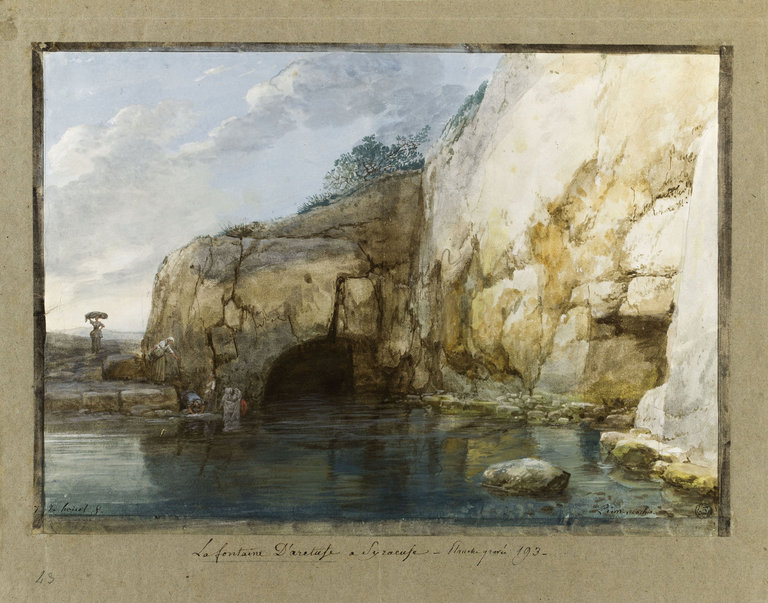
La fonte Aretusa in un dipinto settecentesco di Jean-Pierre Houël

Nel corso dei secoli le mura che l'attorniano e la separano dall'acqua di mare hanno più volte cambiato il proprio aspetto. In passato l'invaso della fonte è stato anche ben più vasto: nel Cinquecento Tommaso Fazello lo descrive come un grande lago, formato dai tanti ruscelli nei quali era stata divisa la fonte.
Il belvedere architettonico da dove odiernamente la si osserva era un monticello e sotto vi era l'apertura di una grotta, dalla quale sgorgava la fonte; dietro di essa vi era quello che il viaggiatore seicentesco Pietro Della Valle definisce essere un bosco. Ancora oggi lo spazio verde che precede la fonte è il più significativo dell'isola, in quanto vi si possono osservare quattro secolari esemplari di ficus macrophylla (il giardino dove questi alberi sono stati messi a dimora, all'interno del foro italico, è detto di Villetta Aretusa). Un quinto esemplare di ficus macrophylla, il più anziano, sorge dentro il recinto della fonte ed è detto «ficus aretuseo». Sempre dentro il recinto è visibile la scultura di Biagio Poidomani, realizzata nel 1910, la quale raffigura il dio fluviale Alfeo e la ninfa elide Aretusa.

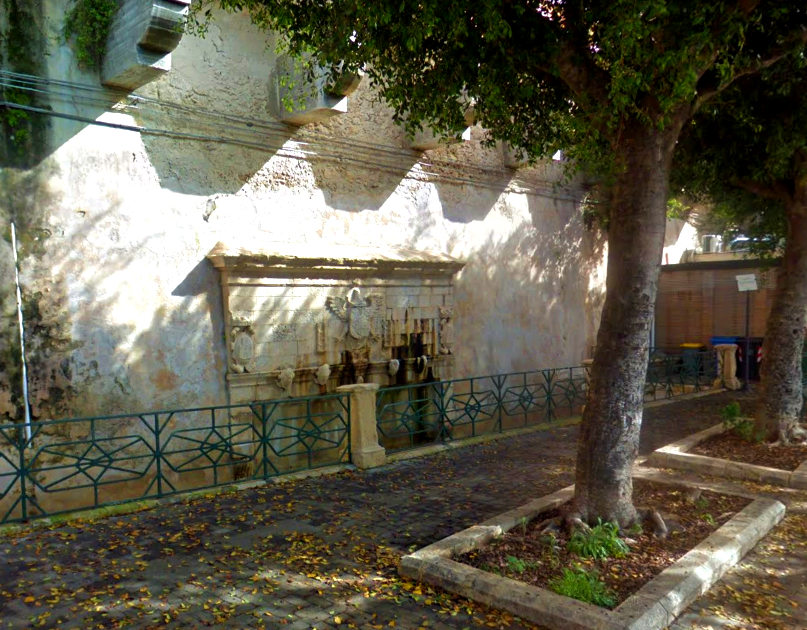
La fontana degli Schiavi alla Marina

Nel 1500, quando la fonte Aretusa viene inglobata all'interno delle mura, viene costruita alla Marina la fontana degli Schiavi, per permettere ai marinai di continuare a usare l'acqua dolce di Ortigia; Giuseppe Maria Capodieci sostiene che fosse un rivolo dell'Aretusa e che prima si chiamasse fontana dei Saccari.

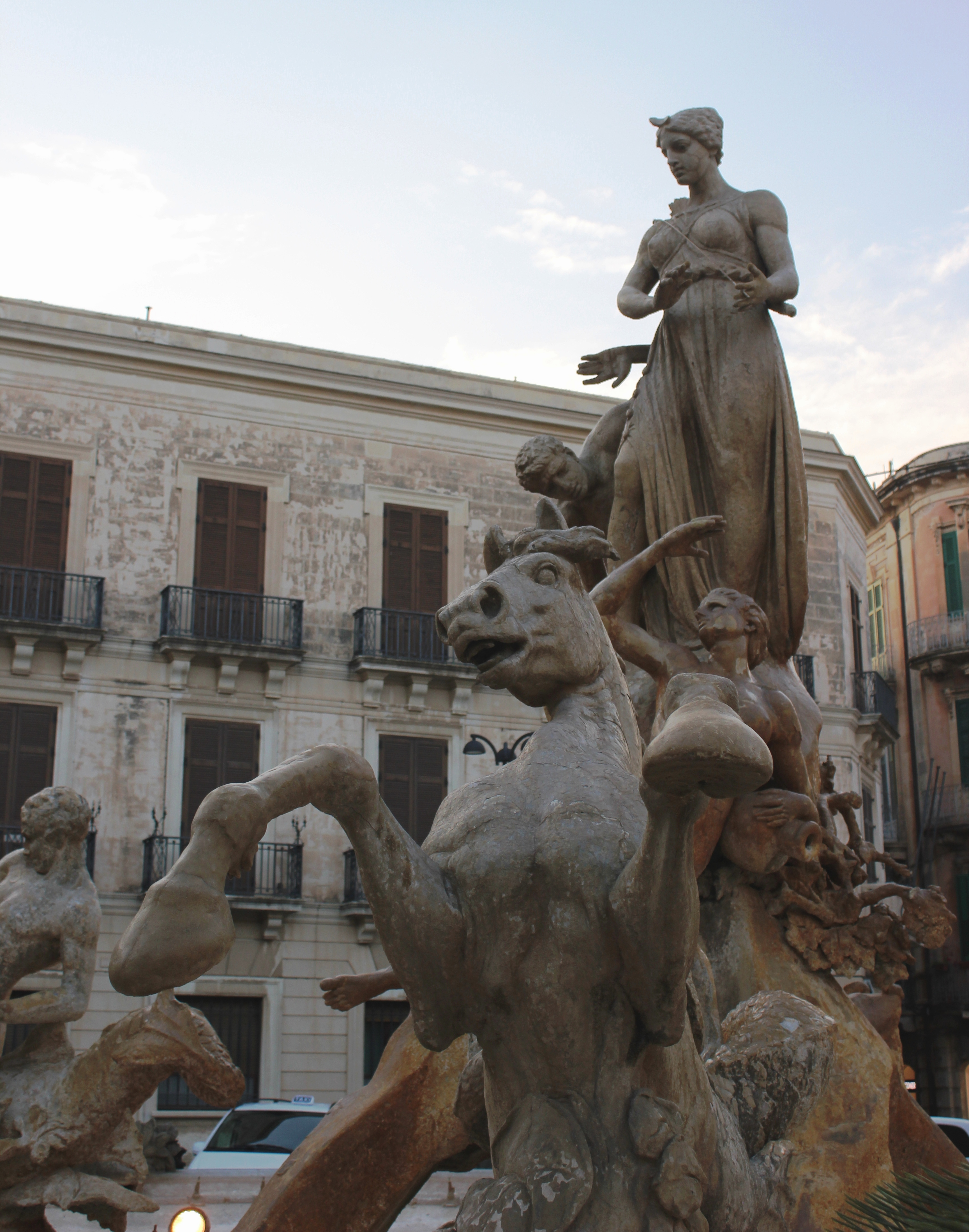
Particolare della fontana di Diana in piazza Archimede

Nel 1878 viene edificata in Ortigia la piazza Archimede (il nome vuole ricordare lo scienziato siracusano del III secolo a.C.) e nel 1907 vi viene scolpita la fontana di Diana (opera di Mario Moschetti); il monumento richiama il mito della fonte Aretusa, adornato di elementi marini.
Di più recente edificazione è la scultura bronzea che raffigura Archimede, con in mano un compasso e uno specchio ustorio: realizzata nel 2016 dallo scultore Pietro Marchese e dall'architetto Virginia Rossello, è stata posta sull'antico rivellino d'origine spagnola, attraversato dal ponte umbertino. La base della statua è uno Stomachion di pietra bianca (un gioco matematico studiato da Archimede) e su ciascuno dei suoi tasselli è inciso un simbolo che rimanda alle scoperte archimedee.

## Quartieri storici di Ortigia
I quartieri storici di Ortigia sono nove, i primi si sono sviluppati nel medioevo, sorti sulle antiche intersezioni delle vie greco-romane: questi sono il quartiere della Graziella (Razziedda) e della Sperduta (Spidduta) a nord-est, composto da pescatori e commercianti (data la vicinanza del porto Lakkios); il quartiere dei Bottari (Buttari) a nord-ovest, animato dagli artigiani che si dedicavano alle attività portuali della Marina; il quartiere della Giudecca (Jureca) a sud-est, dove si trasferirono gli ebrei giunti dall'Acradina; il quartiere Duomo (Matrici) e il quartiere Castello o Maniace (Casteddu) a sud-ovest, che divennero in prevalenza sede dei palazzi nobiliari.
In seguito sorsero gli altri quartieri, nelle zone periferiche di quelli già esistenti; quindi si sviluppò: durante l'epoca spagnola il quartiere Mastrarua (Masciarrò), tra la Graziella e la Sperduta, e nelle epoche successive il quartiere Maestranza (Mastranza), tra la Sperduta e la Giudecca (il nome gli derivava dalla concentrazione di abili maestri artigianali con le loro botteghe), e il quartiere Turba (Tubba), tra la Giudecca e il Duomo.

## Cultura

### Istruzione
Nel 1925 l'Università degli Studi di Catania fonda a Siracusa la Scuola di Specializzazione in Beni Archeologici; chiusa e poi riaperta nel 1961, essa dal 1974 ha sede fissa in Ortigia, nel palazzo Chiaramonte, d'origine trecentesca. Nel 1996 l'ateneo catanese apre sull'isola una sede decentrata per la facoltà di architettura, la quale viene ospitata nell'area antistante la piazza Federico II di Svevia del Castello Maniace, presso la ex-caserma Abela.
Ortigia ospita inoltre diverse altre realtà di formazione culturale, nazionali e internazionali; tra queste si citano:
- L'Istituto nazionale del dramma antico
- L'Istituto superiore di scienze religiose San Metodio
- The Siracusa International Institute for Criminal Justice and Human Rights
- L'Osservatorio Permanente sulla Criminalità Organizzata
- Il Centro Internazionale di Studi sul Barocco
- Il Sicily Center for International Education
- L'Istituto internazionale del papiro

### Musei
I musei di Ortigia sono:
Il Museo di Siracusa del Novecento nel quale sono esposti numerosi oggetti e foto del secolo scorso; da annoverare un simulacro di Santa Lucia degli inizi del 900.
- Il museo Bellomo, il quale conserva i reperti dell'epoca medievale di Siracusa; da annoverare tra i suoi cimeli anche la preziosa tela del pittore siciliano Antonello da Messina, l'Annunciazione
- Il museo del mare - Sirmuma, dedicato alla storia marinara della città; al suo interno ricostruzioni in legno della carpenteria navale, riprodotti dai maestri d'ascia, detti anche calafatari

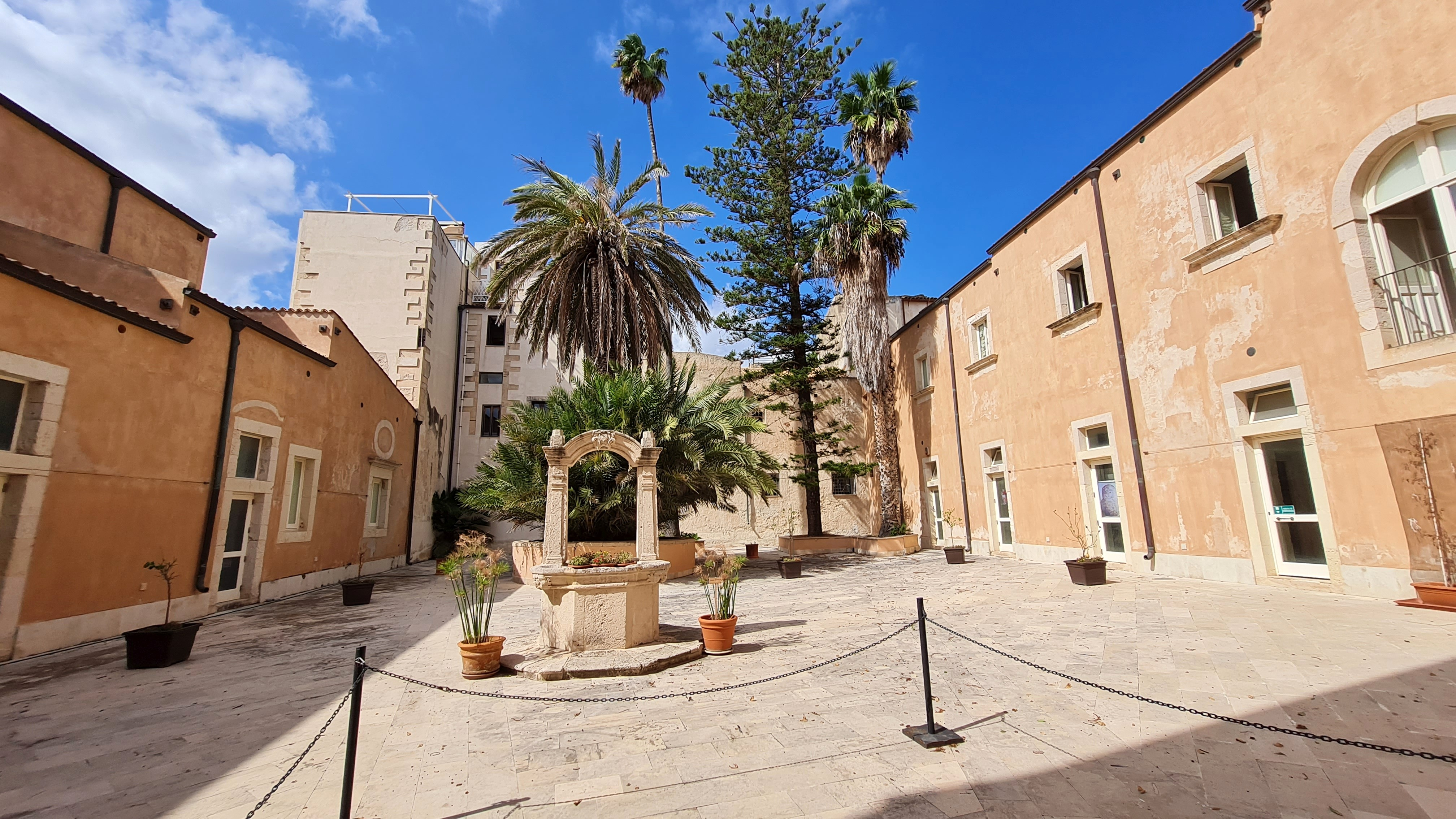
Ortigia: cortile dell'ex convento di Sant'Agostino, divenuto sede del museo del papiro

- Il museo Aretuseo dei Pupi, mostra l'antica arte siciliana dell'Opera dei Pupi, che dal 2001 è stata dichiarata dall'UNESCO, Patrimonio Orale e Immateriale dell'Umanità
- Il museo del Cinema; è uno dei tre più grandi musei d'Italia dedicati all'arte del fare cinema; contiene moltissimi reperti cinematografici (oltre 20.000 pezzi)
- Il museo del papiro, annesso all'Istituto internazionale del papiro, esso conserva antichi documenti papiracei (faraonici, ieratici, demotici, greci e copti), manufatti in papiro e anche le prime testimonianze della scoperta del papiro a Siracusa nel XVIII secolo

### Cinema e teatro
Ortigia è stata presente in molti film con cast di grande livello, come ad esempio Vittorio De Sica; Franco e Ciccio; Walter Chiari; Giuseppe Tornatore; Monica Bellucci e molti altri.
Nelle vie dell'isola di Ortigia sono state girate scene di note serie televisive nazionali, come il Commissario Montalbano, scritto da Andrea Camilleri e interpretato da Luca Zingaretti, ma anche fiction come L'onore e il rispetto, interpretato da Gabriel Garko. Nel 2007 ci sono state le riprese per la miniserie Caravaggio, diretta da Angelo Longoni.
Ortigia è meta di cinema nota anche all'estero; ad esempio vi hanno girato delle scene del loro film Sicilia! i due cineasti francesi Straub e Danièle Huillet, o ancora qui vi è stata anche Margarethe von Trotta, vincitrice del premio Federico Fellini e del Leone d'oro al miglior film proprio con Anni di piombo, girato a Siracusa. E la fiction Ballate d'amore, diretta dal regista argentino Roberto Luis Garay, che più volte ha scelto Siracusa e provincia per le sue riprese.
Nel 2021 sono state girate al castello Maniace di Ortigia alcune scene del quinto capitolo della saga di Indiana Jones, con protagonista Harrison Ford, intitolato Indiana Jones e il quadrante del destino.
Nel centro storico hanno sede l'ottocentesco teatro Comunale e il Piccolo Teatro dei Pupi di Siracusa.

### Eventi

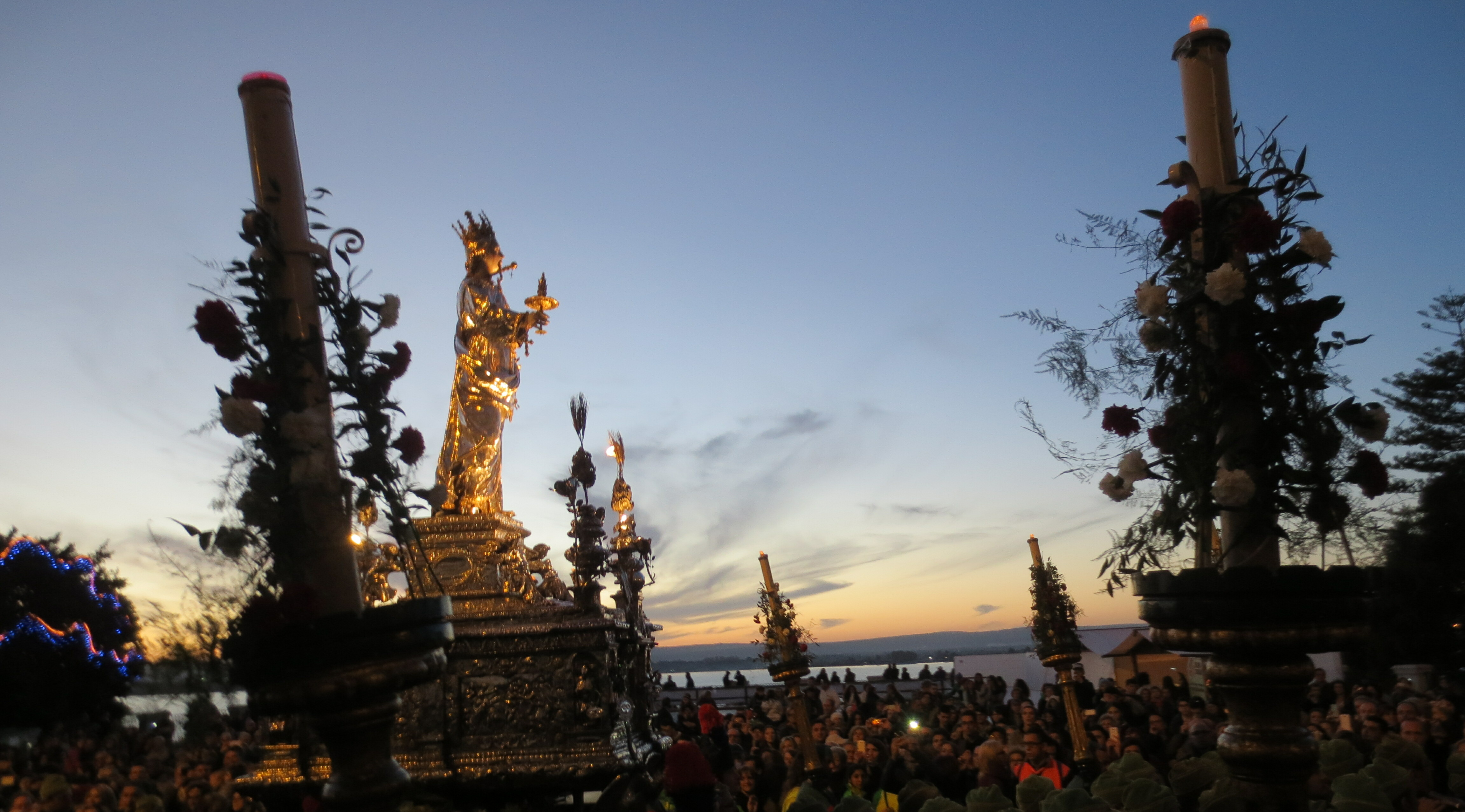
La processione per Santa Lucia tra le vie di Ortigia il 13 dicembre

Tra gli eventi annuali che la caratterizzano, il più significativo è quello che si tiene poco prima del Natale per la Santa patrona di Siracusa: la processione per la festa di Santa Lucia, che anima piazza del Duomo il 13 dicembre e il 20 dicembre.
Ortigia è inoltre la sede delle manifestazioni cinematografiche che avvengono a Siracusa, come l'Ortigia Festival e l'Ares Film Festival; e di quelle musicali: l'Ortigia Jazz Festival e l'Ortigia Sound System Festival.
Per la presenza del porto, inoltre, l'isola è da decenni la sede di partenza/arrivo dell'annuale regata internazionale Siracusa-Malta.

## Economia
L'economia ortigiana si basa quasi esclusivamente sul settore terziario: negozi di artigianato, punti ristorativi e strutture ricettive ne compongono il tessuto sociale. Molto importante anche il mercato di Ortigia, permanente e variegato, esso è stato in diverse occasioni anche meta delle telecamere nazionali che si occupano delle eccellenze alimentari del territorio e della sua biodiversità; i prodotti agroalimentari portati dai commercianti sulle bancarelle caratterizzano la cucina siracusana.

## Trasporti
In passato era servita dalla stazione terminale di Siracusa Marittima. Oggi il trasporto da e per l'isolotto è solo su gomma e con il servizio comunale di bus navetta. Fino alla metà degli anni duemila vi era allocato il capolinea degli autobus urbani ed extra urbani, specificatamente in riva della Posta, poi trasferito nella terraferma nel lato opposto della ex stazione centrale. 

## Sport

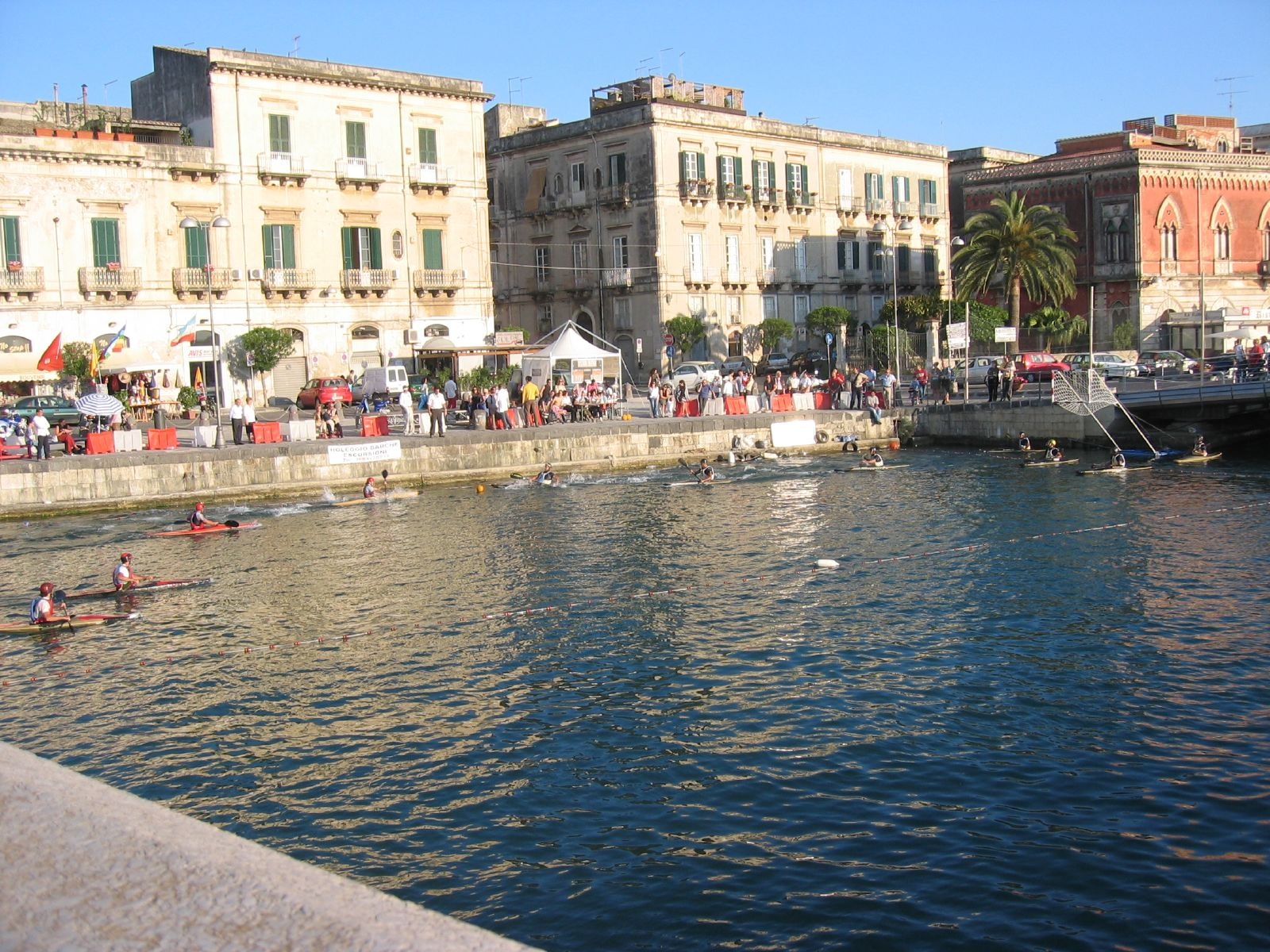
Una partita di canoa polo nelle rive di Ortigia

La prima squadra di calcio ortigiana e siracusana è stata l'Ortigia Sport Club, fondata nel 1907 e con una partecipazione alla Coppa Lipton. Si è sciolta intorno al 1915. A cavallo tra gli anni novanta e gli anni duemila, è esistita un'altra società di nome Ortigia con i medesimi colori verdi e bianchi dello Sport Club, e ha disputato campionati dilettantistici. 
Altri tre sodalizi sportivi hanno rappresentato e rappresentano l'isola: l'A.S.D. Canottieri Ortigia settore canottaggio, da cui è poi nato il Circolo Canottieri Ortigia di pallanuoto, e il C.C. Ortigia Siracusa di pallamano, attivo dal 1978 al 2002, con tre scudetti e due Coppe Italia in bacheca, e con tre partecipazioni in Coppa Campioni, due in Coppa delle Coppe e in diverse occasioni anche in Coppa EHF. Fiore all'occhiello del club biancoverde è stato da sempre il settore giovanile, con il quale ha vinto vari trofei a carattere regionale e nazionale.
Inoltre le sue acque, nel porto piccolo e nei pressi del ponte Umbertino, fungono da campo da gioco in occasione di gare sportive tra i canottieri. Ne sono stati un esempio le fasi finali dei campionati italiani di canoa polo, precisamente i play-off della Serie A maschile e femminile di questo sport, oltre che i confronti della Serie B tra le cinque squadre che si sono aggiudicate i gironi del centro sud e che promuovono in A1 le prime due classificate. Ortigia è stata dunque "capitale della canoa polo italiana" per due giorni nel marzo 2013.
Fanno parte dello sport acquatico anche le tante regate organizzate dalla Lega Navale Italia - Sezione di Siracusa svolte sempre nel porto piccolo e davanti a Ortigia.